# Bitva u Slavkova
Bitva u Slavkova, zvaná též bitvou tří císařů nebo zřídka bitvou u Brna, v zahraničí známá také jako bitva u Austerlitz (německý název Slavkova), bylo jedno z hlavních střetnutí napoleonských válek a jedna z nejslavnějších bitev, které se kdy odehrály na území Česka.
Proběhla 2. prosincegreg. (20. listopadujul.) roku 1805 (nebo též 11. frimairu roku XIV.franc.) na Moravě v prostoru jihovýchodně od Brna a západně od Slavkova u Brna. Francouzská armáda v čele s císařem Napoleonem zde drtivě porazila vojsko III. koalice, kterou zastupovali vojáci Ruského impéria v čele s carem Alexandrem I. a generálem M. I. Kutuzovem a oddíly Rakouského císařství pod vrchním velením císaře Františka I. Bitva u Slavkova patří spolu s bitvou u Gaugamél, bitvou u Kann a bitvou u Leuthenu mezi mistrovská díla taktiky. Samotné Napoleonovo vítězství nejenže rozbilo svazek III. koalice, ale mělo také vliv na uspořádání státních celků v celé tehdejší střední Evropě, zejména pak v římskoněmecké říši.
Přestože francouzský císař řídil úvodní fáze bitvy z návrší Žuráň (286 m n. m., dnes v katastru obce Podolí v okrese Brno-venkov) a František I. s carem Alexandrem měli svůj hlavní stan zřízený v Křenovicích, nazval francouzský císař bitvu podle Slavkova, vzdáleného od centra bojiště zhruba 9 km. Údajně proto, že na slavkovském zámku den před bitvou nocovali oba spojenečtí panovníci, ale snad i na počest zámku samotného, jelikož na Napoleona, který se zde ubytoval 3. prosince, učinil velký dojem.
Vzpomínkové akce spojené s rekonstrukcí bitvy probíhají od 80. let 20. století vždy o víkendu kalendářně nejblíže 2. prosinci. Střediskem vzpomínkových aktivit je památník Mohyla míru na Prackém kopci zhruba uprostřed někdejšího bojiště.

## Od Atlantiku kBrnu

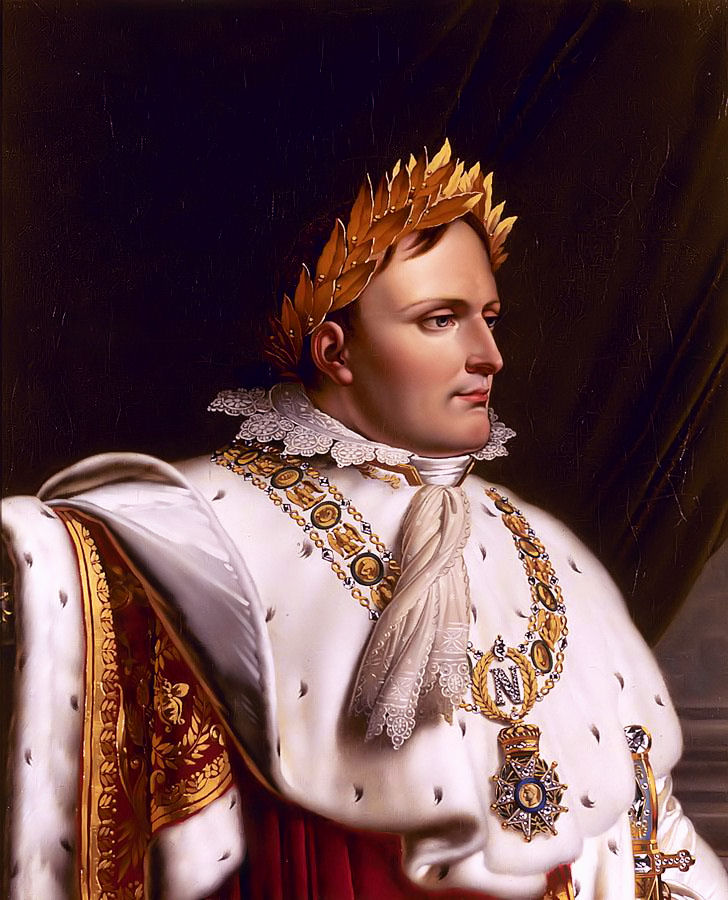
Marie-Victoire Jaquotot: Císař Napoleon I. Bonaparte

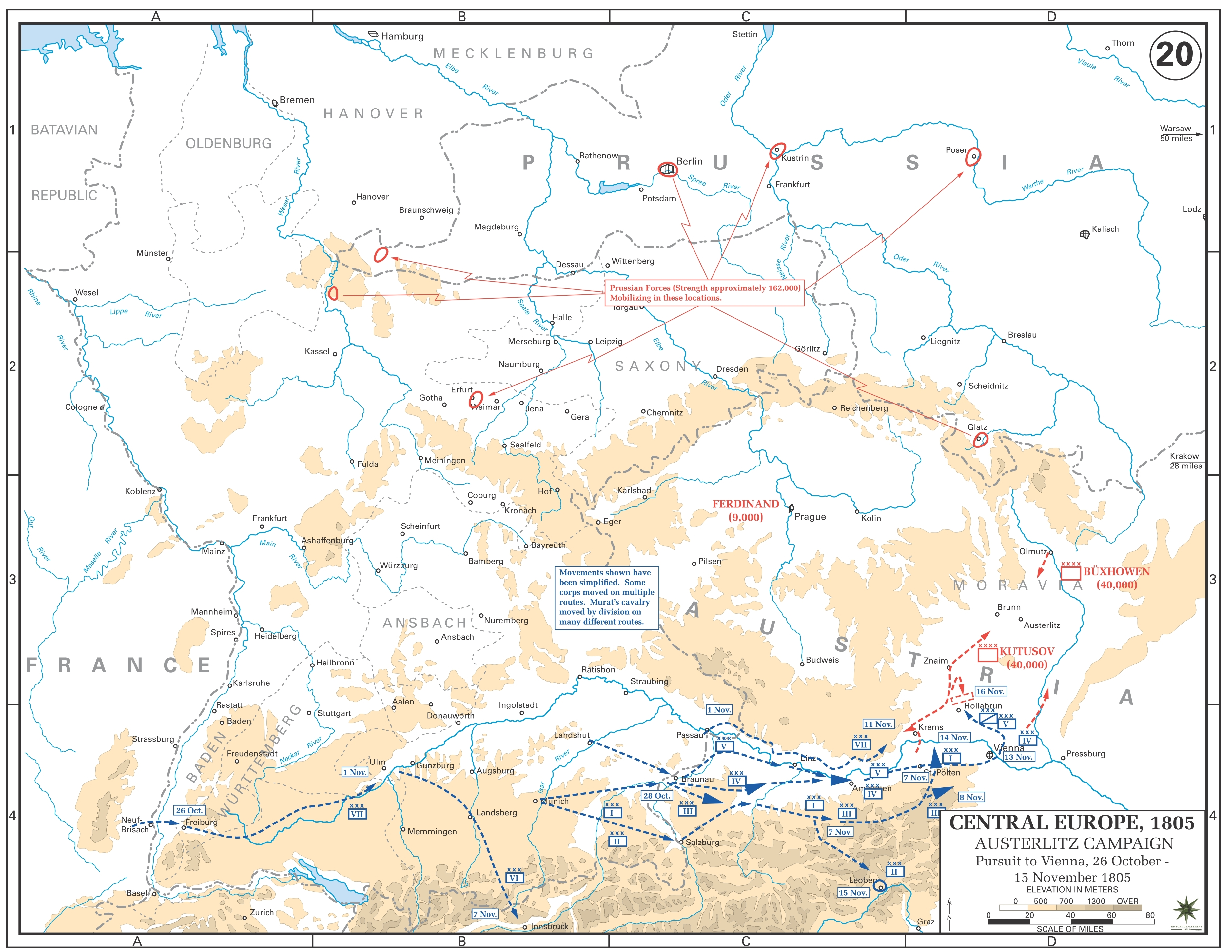
Válečná kampaň roku 1805

Pro rok 1805 naplánoval první konzul Napoleon Bonaparte válečnou kampaň, při níž měli jeho vojáci dobýt Velkou Británii, se kterou byla Francie od roku 1803 ve válce. Byl si naprosto jist svým vítězstvím a začal proto i ve zbytku Evropy uplatňovat agresivní politiku. 5. června 1803 anektoval Hannoversko a 21. března 1804 nechal z území Bádenska unést a po zinscenovaném procesu popravit blízkého příbuzného bývalého francouzského krále Ludvíka XVI., vévodu Antoina d'Enghien. K tomuto skutku jej vedly zejména indicie, které naznačovaly, že mladý příslušník rodu Bourbonů je zapleten do spiknutí připravovaného britskými agenty, jehož cílem byl státní převrat a Napoleonova násilná smrt. V červnu téhož roku pak připojil k Francii Ligurskou republiku, 2. prosince 1804 se nechal korunovat francouzským císařem a 26. května 1805 přijal italskou královskou korunu. Bonapartovo počínání však již dlouhodobě vzbuzovalo hněv a nelibost u cara Alexandra I., který se od roku 1803 prozatím neúspěšně pokoušel uzavřít protifrancouzskou útočnou alianci s vládci Rakouska a Pruska. K nejvýraznějšímu ochlazení francouzsko-ruských vztahů došlo po popravě vévody d'Enghien v druhé polovině roku 1804, nicméně Napoleon nechápal důvod carova jednání a společně se svými diplomaty se domníval, že jde jen o dočasnou záležitost. Ruský panovník však zatvrzele usiloval o spojenectví s některou z evropských velmocí a nakonec se jeho pověřencům podařilo dosáhnout úspěchu ve Velké Británii, se kterou uzavřel dohodu 30. března 1805. K alianci se po diplomatickém nátlaku následně připojil i rakouský císař František I., kterého proti Francii popudila zejména Napoleonova anexe Janovska a Luccy. K podepsání britsko-rusko-rakouské spojenecké deklarace, jíž vznikla III. koalice, došlo 28. července téhož roku.

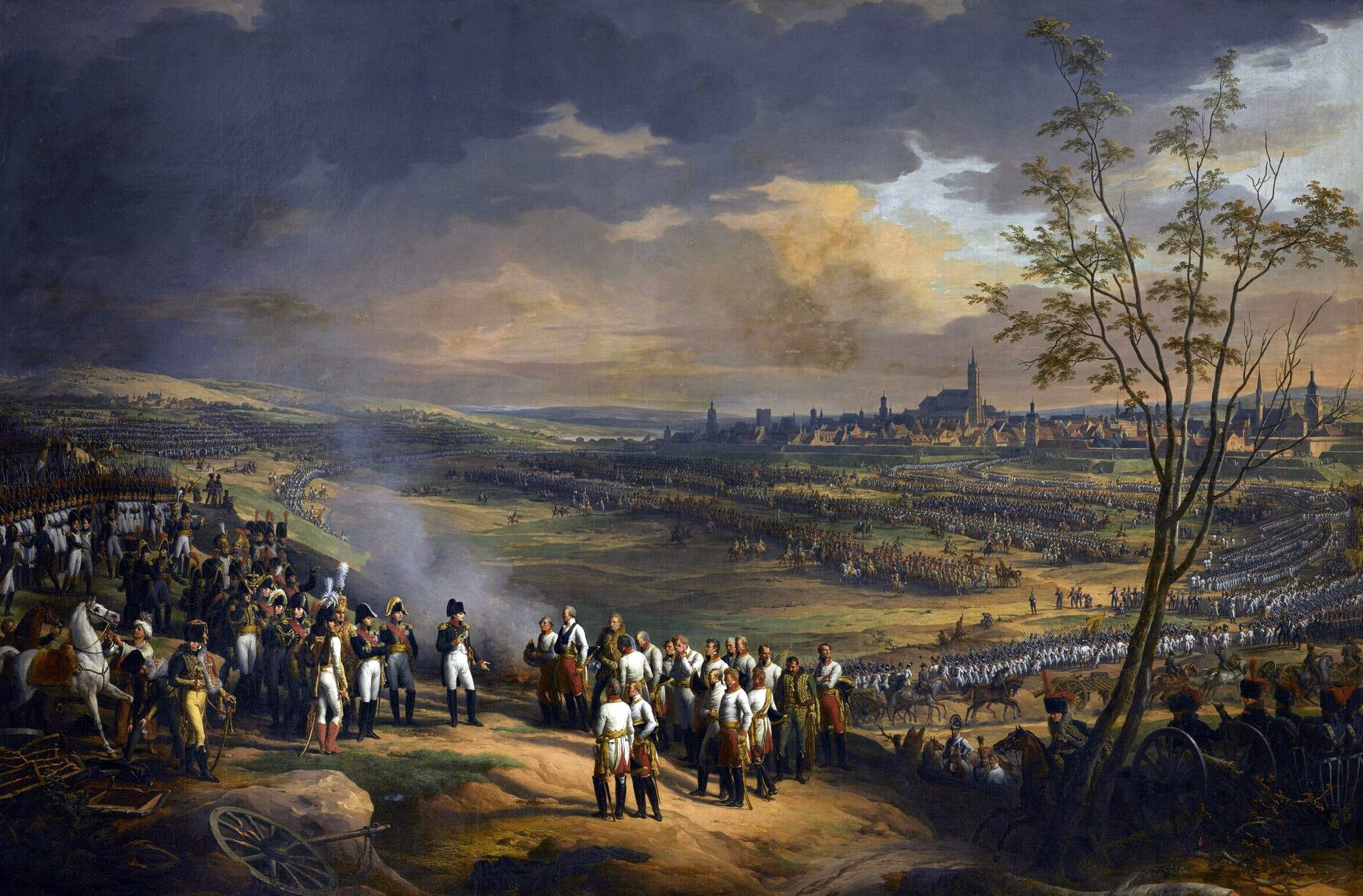
Kapitulace rakouských vojsk po bitvě u Ulmu 20. října 1805

Aby se Napoleon vyhnul obranné válce na několika frontách, rozhodl se zaútočit na nejbližšího nepřítele – Rakousko, a posléze se vypořádat s Rusy. Tažení se účastnilo na 200 000 francouzských vojáků bývalé „Anglické armády“, která pro tuto kampaň nesla nové Napoleonovo přízvisko Grande Armée ďAllemagne, „Velká německá armáda“ (všeobecně se jí bude říkat jen Grande Armée, Velká armáda). Francouzští vojáci tedy místo připravovaného vylodění do Británie vyrazili v sedmi proudech k rakouským hranicím, kde své síly soustřeďoval podmaršálek Mack. Francouzské sbory se přesunovaly rychlostí 25–30 km za den, aniž by rakouský vrchní velitel tušil, kde se objeví. Dne 7. října dorazily sbory francouzských maršálů Soulta, Davouta a Lannese a Muratovo jezdectvo k Dunaji, který překročily 60 kilometrů v Mackově týlu. O několik dní později byl podmaršálek, i s většinou rakouské armády, obklíčen u Ulmu, kde také 20. října před svým protivníkem kapituloval. Z obklíčení jeho muže nevyprostila ani Podolská armáda ruského generála Kutuzova, kterou Rakušanům vyslal na pomoc jejich spojenec car Alexandr I. V průběhu pokračujícího tažení padla do francouzských rukou i Vídeň a Napoleon se ve stopách ustupujících spojenců vydal na Moravu. Rusové i zbytky rakouské armády ustoupili k Olomouci, Francouzi tedy bez boje obsadili Brno a část jejich jezdectva pronikla až k Vyškovu. Nicméně Napoleon nehodlal své armádě dál neúnosně prodlužovat operační linie a toužil svést rozhodující bitvu. Navíc na Moravu směřovaly další ruské zálohy a k francouzskému císaři mířil vyslanec Haugwitz, který mu přivážel pruské ultimátum. Obecně se soudilo, že toto ultimátum nebude přijato a Grande Armée hrozilo, že bude sevřena do kleští spojenců a rozdrcena. Napoleonovým prioritním zájmem proto bylo spojence k vzájemné konfrontaci přilákat. Jeho snaha však nemusela být nijak přehnaná, neboť svést generální bitvu bylo i úmyslem jeho protivníka. Morálka Rusů byla koncem listopadu vysoká, jelikož k vojsku se připojila Volyňská armáda generála Buxhöwdena a dorazil i car Alexandr. Novým plánem spojenců bylo zaútočit na Napoleonovo pravé křídlo a odříznout mu spojnici Brno – Vídeň, 28. listopadu proto Bagrationův předvoj, posílený 58 eskadronami kavalérie, vyhnal z Vyškova předsunuté francouzské jezdectvo pod velením generálů Milhauda a Treilliarda a následně vyrazila celá spojenecká armáda po olomoucké silnici k Brnu. 1. prosince rusko-rakouské vojsko dorazilo k dějišti budoucí bitvy u Slavkova.

## Armády

### Francouzi

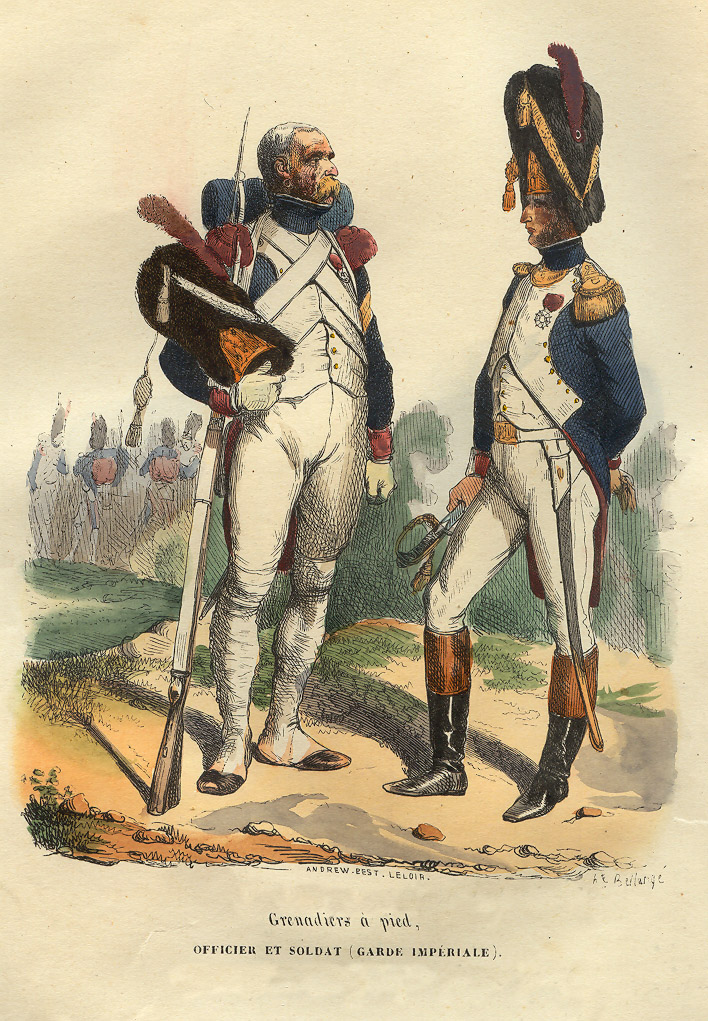
Hippolyte Bellangé: voják a důstojník granátníků Napoleonovy císařské gardy

Francouzská pěchota se v roce 1805 dělila na lehkou a řadovou. Vojáci byli oblečeni do tmavomodrého fraku, vzadu opatřeného šosy a vpředu bílým revérem. Příslušnost k jednotkám se určovala podle barvy doplňků (epolety, manžety atd.). Charakteristickým znakem pěšáka byl černý dvourohý klobouk s kokardou a pomponem. Infanteristé byli vyzbrojeni převážně puškou s hladkou hlavní a křesadlovým zámkem fusil ďinfanterie vzor An IX a An IX–An XIII. Její váha byla 4,6 kg, délka 152,9 cm a ráže 17,48 mm. Základní operační svazek armády byl armádní sbor (corps ďarmé), ačkoli síla jednotlivých sborů se výrazně lišila. Sbory se skládaly z dvou nebo více divizí pěchoty, lehké divize jezdectva a dělostřelectva. Divize se zpravidla dále dělila na tři brigády, z nichž jedna byla lehká pěší. Pěší brigáda se pak formovala ze dvou až tří pluků (podle okolností 1200–3300 mužů), jejichž základní organizační jednotku tvořil prapor (batalion). Ty se členily na kompanie a takticky na pelotony. Dva pelotony dávaly jeden divizion. Francouzské jezdectvo se podle způsobu použití dělilo na těžké (kyrysníci, karabiníci), řadové (dragouni) a lehké (jízdní myslivci, husaři). V rámci Napoleonovy reorganizace disponovala Grande Armée tzv. jezdeckou zálohou, jejímž velením byl pověřen maršál Joachim Murat. Zahrnovala dvě divize těžkého jezdectva, pět divizí dragounů (jedna z nich byla pro nedostatek koní pěší) a podpůrné dělostřelectvo. Společně s jízdní zálohou Napoleon zřídil i zálohu dělostřeleckou, která stejně jako zbytek armády, disponovala šesti- a osmiliberními děly systému Gribeauval. Pěší dělostřelci nosili modré uniformy s modrým, červeně olemovaným revérem a šosy, a na hlavě pak černé čáko s pomponem. Ke Slavkovu přivedl Napoleon i císařskou gardu pod velením maršála Bessièrese, kterou zastupovalo 3 885 pěšáků, 1 130 jezdců a 660 dělostřelců s 24 děly. Celkově stálo v poli u Slavkova zhruba 605 vojáků francouzského štábu, 58 000 pěšáků, 11 500 jezdců a 4200 dělostřelců a příslušníků trénu se 157 děly.

### Rusové

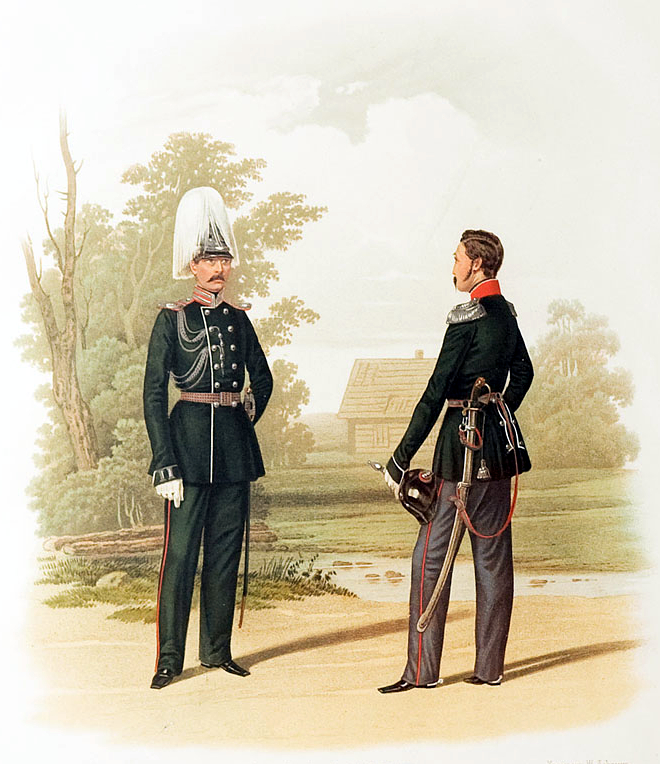
Pobočník a štábní důstojník ruské armády

Ruská pěchota oděná v tmavozeleném saku se dělila na těžkou (granátníci, mušketýři) a lehkou (myslivci). Ruská pěchota byla považována za jednu z nejefektivnějších v Evropě. Mužstvo ruské armády tvořili odvedenci převážně z řad nevolníků, kteří byli nevzdělaní, hluboce zbožní, pověrčiví, oddaní trůnu, nesmírně stateční, obětaví a skromní. Při jejich výcviku bylo využíváno již zastaralé pruské vojenské doktríny, navíc vojáci postrádali zkušenosti z evropských bojišť. V armádě neexistovaly sbory, jen armádní celky, které se organizovaly do kolon, v nichž se skladba jednotek a zbraní měnila takřka ze dne na den. Z jednotek organizačně existovaly pouze pluk, prapor a rota, přičemž koordinace mezi pluky nebyla do výcviku zahrnuta. Vojsko Alexandra I. postrádalo generální štáb, v poli existoval pouze orgán s názvem Svita Jego Imperatorskogo Veličestva po kvartirmejsterskoj časti, jehož úkoly spočívaly jen v logistice; bojové akce plánovalo kolegium sídlící v Sankt-Petěrburgu. V roce 1805 nastupovala do boje převážně s nedrážkovanou 144 cm dlouhou mušketou vzor 1798, jejíž hmotnost byla 5 kg a ráže 19,8 mm. Důstojníci rot a dvacítka nejlepších střelců mysliveckých pluků vlastnili myslivecký štucer vzor 1798 s drážkovanou hlavní o hmotnosti 4,2 kg a ráži 15,6 mm. Ruské jezdectvo se dělilo na gardové (Tělesný–gardový jezdecký pluk, Kavalergardský pluk, Tělesný–gardový dragounský pluk, Tělesný–gardový husarský pluk a Tělesný–gardový kozácký pluk) a řadové (tj. pravidelné). To bylo u Slavkova zastoupeno kyrysníky (bez kyrysů), dragouny, hulány a husary. Z nepravidelných jednotek se na bojišti nacházelo několik kozáckých regimentů, rozdělených do jednotlivých kolon. Dělostřelectvo bylo vyzbrojováno kanóny s hladkou hlavní pro střelbu koulemi, kartáči a zápalnými střelami a jednorožci, které byly určeny zejména pro střelbu granáty a bombami, kartáči (jen přímou střelbou) a na omezenou vzdálenost i plnými koulemi. U Slavkova tvořilo ruskou armádu přibližně 50 000 pěšáků, 14 000 jezdců a 7 800 dělostřelců a příslušníků trénu s 318 děly.

### Rakušané

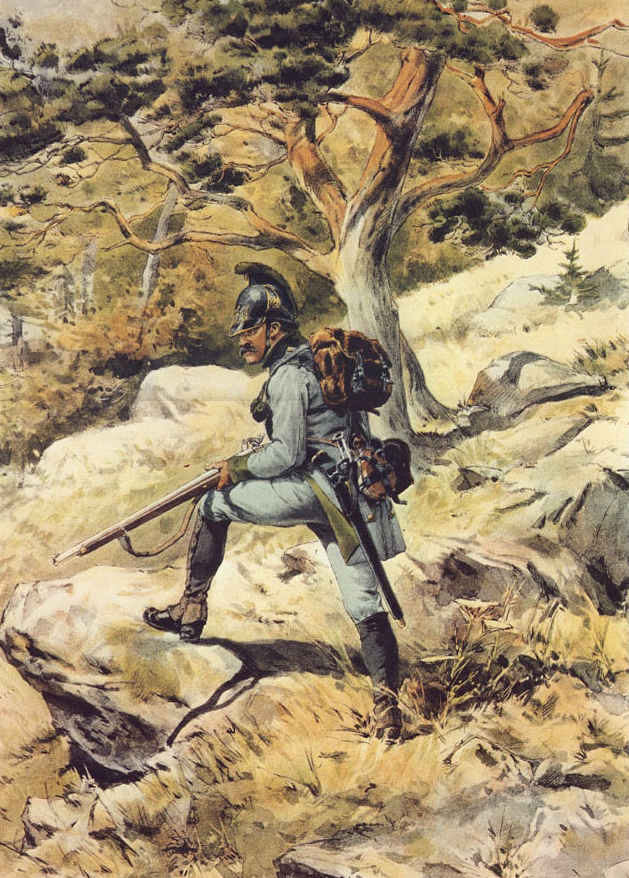
Příslušník jednotky rakouských myslivců v uniformě z let 1798–1805

Rakouská infanterie se dělila na řadovou pěchotu (německá a uherská), hraničáře a myslivce (Tyroler–Jäger–Regiment). Příslušníci řadové pěchoty v bílých jednořadových kabátcích s rovným zapínáním byli vyzbrojeni 150,1 cm dlouhou a 4,8 kg těžkou mušketou Infanterie-Gewehr M 1798 mit Stichbajonett s kalibrem hlavně 17,58 mm. Hraničáři, verbovaní v balkánských státech, odění do bílého fraku, bílých kalhot a kašketu, používali dvouhlavňovou kozlici Doppelstutzen für Grenzenscharfschützen M 1795 se sedmidrážkovým vývrtem ráže 14,8 mm, která se při střelbě stabilizovala o 2,53 m dlouhou a 2 kg těžkou píku. Jednotky myslivců byly oděny v uniformě barvy štičí šedi (hechtgrau) s pěchotní přilbou. Vyzbrojeny byly dlouhým sečným bajonetem[zdroj⁠?!] a mysliveckým štucem se sedmidrážkovým vývrtem Jägerstutzen M 1795 (kalibr 14,5 mm, délka 105,2 cm). Rakouské dělostřelectvo se dělilo na řadové a záložní. Řadové disponovalo tří–, šesti– a dvanáctiliberními děly, záložní osmnáctiliberními kanóny, šestiliberními jezdeckými kanóny, sedmiliberními pěšími a jezdeckými houfnicemi a desetiliberními houfnicemi. V roce 1805 se řadové dělostřelectvo přidělovalo plukům, v nichž část děl připadla jednotlivým praporům. Z jezdectva se u Slavkova nacházely tři rakouské kyrysnické regimenty, švališérský pluk, pluk hraničářských husarů a tři pluky hulánů. Pokud šlo o kvalitu pluků, koní a péči o ně, byli Rakušané považovaní za nejlepší v Evropě, jejich taktika však byla v porovnání s Francouzi zastaralá. Vrchní velitel rakouského vojska císař František I. v bitvě disponoval zhruba 11 000 pěšáky, 3 000 jezdci a 1 700 dělostřelci a příslušníky trénu s 70 děly.

## Bojová sestava (Ordre de bataille)

### Grande Armée
I. sbor – maršál Bernadotte (Rivaudova pěší divize, Droetova pěší divize), III. sbor – maršál Davout (Friantova pěší divize, Bourcierova dragounská divize), IV. sbor – maršál Soult (Saint-Hilairova pěší divize, Vandammova pěší divize, Legrandova pěší divize, Margaronova lehká jízdní divize), V. sbor – maršál Lannes (Caffarelliho pěší divize, Suchetova pěší divize), jezdecká záloha – maršál Murat (Nansoutyho těžká jezdecká divize, ďHautpoulova těžká jízdecká divize, Waltherova dragounská a Kellermannova lehká jezdecká divize), záloha – císař Napoleon (Bessièresova císařská garda, Oudinotova a Durocova granátnická divize, Beaumontova (Boyého) dragounská divize).

### Spojenci
Armádní předvoj – generálporučík Bagration (velitelé pěchoty: generálmajoři Markov, Ulanius, Kamenskij II, Engelhardt, generál-adjutant kníže Dolgorukov), předvoj 1. kolony – podmaršálek Kienmayer (velitelé: generálmajoři Carneville, Stutterheim, Nostic, Mořic z Lichtenštejna), 1. kolona – generálporučík Dochturov (velitelé pěchoty: generálmajoři Lewis, Urusov, Lieders), 2. kolona – generálporučík Langeron (velitelé pěchoty: generálmajoří Olsufjev, Kamenskij I), 3. kolona – generálporučík Przybyszewski (velitelé pěchoty: generálporučík Wimpfen, generálmajoři Müller, Selechov, Strik), 4. kolona (smíšená) – podmaršálek Kolowrat a generálporučík Miloradovič (velitelé pěchoty: generálmajoři Berg, Repninskij, Rottermund, Jirčík), 5. kolona (jízdní smíšená) – podmaršálek kníže Jan z Lichtenštejna (velitelé jezdectva: podmaršálek Hohenlohe, generálmajoři Weeber, Caramelli, generálporučíci Uvarov, Essen II, Šepelev, Pernickij), záloha (carská garda) – velkokníže Konstantin Pavlovič (velitelé pěchoty: generálmajoří Maljutin, Depreradovič, Lobanov; velitelé jezdectva: generálporučík Kologrivov, generálmajoři Depreradovič, Jankovič).

## Bojiště

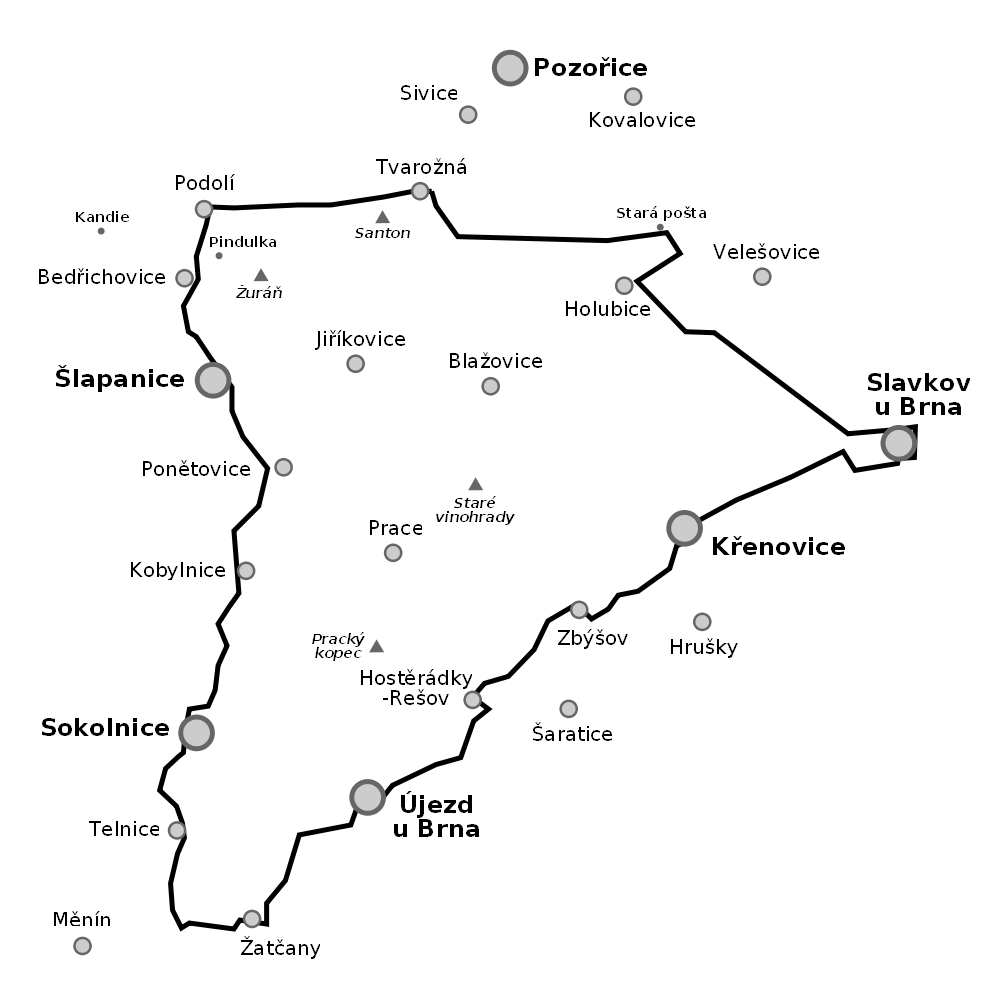
Hranice památkové zóny bojiště bitvy u Slavkova

Slavkovské bojiště je oblast rozkládající se na východ od Brna, na území dvou okresů Vyškov a Brno-venkov. Jeho šířka je zhruba 8 km a hloubka kolem 6 km, celé území má pak rozlohu asi 120 km² a pojímá 25 obcí a měst: Bedřichovice, Blažovice, Holubice, Hostěrádky-Rešov, Hrušky, Jiříkovice, Kobylnice, Kovalovice, Křenovice, Měnín, Podolí, Ponětovice, Pozořice, Prace, Sivice, Slavkov u Brna, Sokolnice, Šaratice, Šlapanice, Telnice, Tvarožná (dříve Bosenice), Újezd u Brna, Velešovice, Zbýšov, Žatčany. Lokalita bojiště je vymezená obcemi Pozořice (ze severu), Slavkov u Brna (z východu), Žatčany (z jihu) a Šlapanice (ze západu), nebo též starou císařskou cestou (ze severu), Zlatým potokem neboli Říčkou (ze západu) a říčkou Litavou (z jihovýchodu). Na jižním cípu bojiště Litava plnila dva dnes již zaniklé rybníky Žatčanský a Měnínský. V místě u Ponětovic, kde se Velatický potok slévá s potokem Říčka ve Zlatý potok, byl terén značně podmáčený a plný mokřin. Od severozápadu k jihovýchodu bojiště protíná Pratecké návrší, jehož hřeben korunují kóta 298 Staré vinohrady a nejvyšší kóta 324 Pracký kopec (dnes zde stojí Mohyla míru). Na severní hranici bojiště (v současnosti ji zhruba vymezuje dálnice D1) stojí u olomoucké silnice vrch Padělek, který francouzští veteráni přejmenovali na Santon, neboť jim připomínal jiný kopec, na nějž narazili při tažení do Egypta v roce 1798. Z východní strany vyčnívá nad terén o 15 metrů, ze strany západní pak o metrů 80. Dalším významným vrchem za levým francouzským křídlem je kóta 286 Žuráň, stojící uprostřed trojúhelníku obcí Tvarožná, Podolí a Šlapanice. Na vrcholu kopce si v dopoledních hodinách Napoleon zřídil své velitelské stanoviště.

## Plánování před bitvou

### Napoleonův záměr

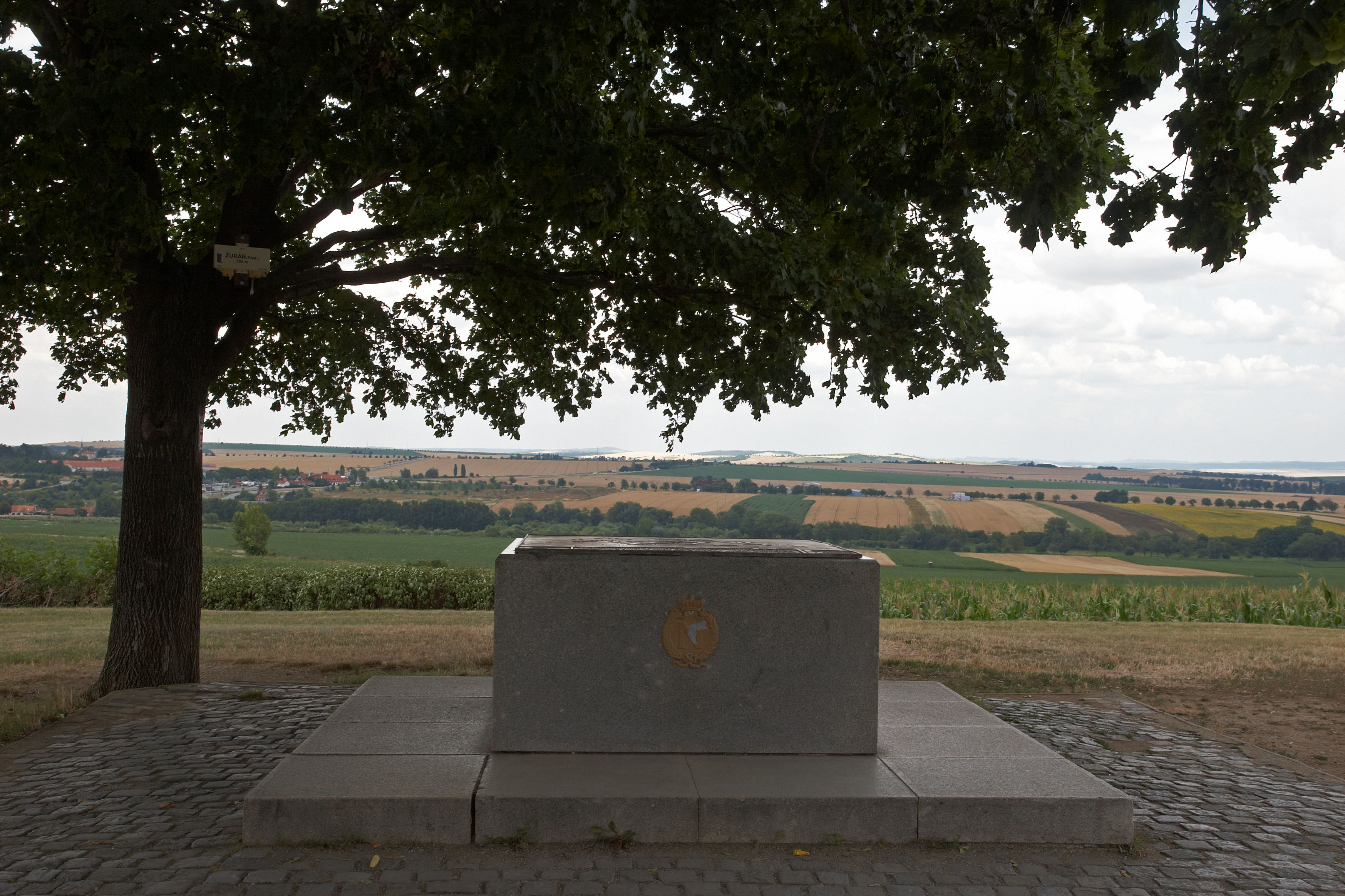
Žuráň – vrchol kopce s památníkem a mapou bojiště

Na Staré vinohrady, které měly tvořit střed budoucího bojiště, jako první z francouzských jednotek dorazila 29. listopadu Margaronova jízdní divize. Tento bod i dnes ovládá okolní krajinu a Napoleonovým cílem bylo, aby rusko-rakouské síly, postupující po olomoucké (císařské) silnici, tuto takticky výhodnou pozici opanovaly. Přilákat je sem bylo právě Margaronovým úkolem. Rozhodnutí umožnit nepříteli zmocnit se výšin u vesnice Prace přesně zapadalo do Napoleonova plánu, neboť nechtěl svést pouze generální bitvu, ale jeho úmyslem bylo nepřítele zlomit. Jak sám řekl: „Jako pán tohoto nádherného postavení bych mohl Rusy zastavit. Můžu jim je však vydat a ustoupit s pravým křídlem. Jestli se pokusí na ty výšiny vyšplhat, aby mě obklíčili, budou neodvratně ztraceni.“ Císař Francouzů se tedy rozhodl využít předpokladu, že spojenečtí generálové Prateckou pahorkatinu opustí, napadnou jeho zdánlivě slabší postavení na pravém křídle a pokusí se mu tak odříznout cestu na Vídeň. Podobu svého záměru začal zevrubněji upřesňovat 30. listopadu, ale v hlavě se mu rodil již přinejmenším týden. Za podmínky, že by se francouzským jednotkám podařilo udělat zrcadlově stejný manévr a opět by se zmocnily Prateckého návrší, odřízly by rusko-rakouské oddíly od ústupových cest na Olomouc a Vyškov. Davout, který se blížil od Vídně, by pak fungoval jako druhá čelist kleští, čímž by se nepřítel dostal do absolutního obklíčení. Tento plán se však zakládal na předpokladu, že by se ruští a rakouští generálové dopustili školáckých chyb. Pokud by opravdu spojenci sestoupili z Prateckých výšin, Napoleon se zcela realisticky domníval, že nejspíš udeří proti jeho středu. Jeho původní plán byl do značné míry ofenzivní a počítal s přesně koordinovanými manévry, bitva se však nakonec stala klasickým lineárním střetnutím, teprve její závěrečná fáze spočívala ve frontálním útoku nepříteli do zad.

### Spojenecké dispozice
Autorem bojového plánu spojenců byl náčelník generálního štábu generálmajor Franz von Weyrother. Jeho záměr stanovil, aby tři kolony pod velením generála Buxhöwdena (1. Dochturova, 2. Langeronova, 3. Przybyszewského) v 7.00 zahájily sestup z Prateckého návrší a zaútočily na Napoleonovo pravé křídlo. Po úspěšném prolomení francouzských řad měly přejít Zlatý potok, kde by se obrátily vpravo a zformovaly se do jedné linie. Dále by postupovaly napříč protivníkovým pravým křídlem až ke středu jeho formace. 4. kolona by mezitím prošla Kobylnicí a následně by s Buxhöwdenovými jednotkami srovnala linii. Úkolem předvoje generála Bagrationa bylo postupovat podél císařské silnice a vázat tak nepřátelské levé křídlo. Po narušení protivníkových řad měl v součinnosti s ostatními kolonami pronásledovat Francouze až k Brnu. Úkolem Lichtenštejnova jezdectva bylo spolu s Bagrationem postupovat podél císařské silnice, podpořit útok pěchoty a posléze zaútočit na prchajícího nepřítele. Zálohou byla pro den bitvy určena carská garda, tedy sbor Jeho Výsosti Konstantina Pavloviče, která měla za svítání zaujmout postavení za Blažovicemi a Kruhem. Jejím úkolem bylo podporovat knížete Lichtenštejna, který měl chránit levé křídlo Bagrationova postavení u Santonu. V případě neúspěšného vývoje bitvy měla armáda ustoupit směrem na Slavkov, kam už bylo předem odesláno vozatajstvo.
Poprvé byli jednotliví velitelé spojeneckých kolon s dispozicemi seznámeni krátce po půlnoci v den bitvy. Následně byl celý plán přepisován do desítek kopií a ty byly pobočníky rozváženy k jednotlivým velitelům. Dispozice byly psány německy, pro ruské velitele je tedy bylo nutno přeložit. Naneštěstí byly tyto překlady velmi špatné kvality a tudíž mnohdy nesrozumitelné. Znění rozkazů pobočníci v mnoha případech velitelům pouze přečetli, protože písemných kopií se nedostávalo. K některým velitelům dispozice dorazily v době, když už byla bitva v plném proudu, k některým nedorazily vůbec.

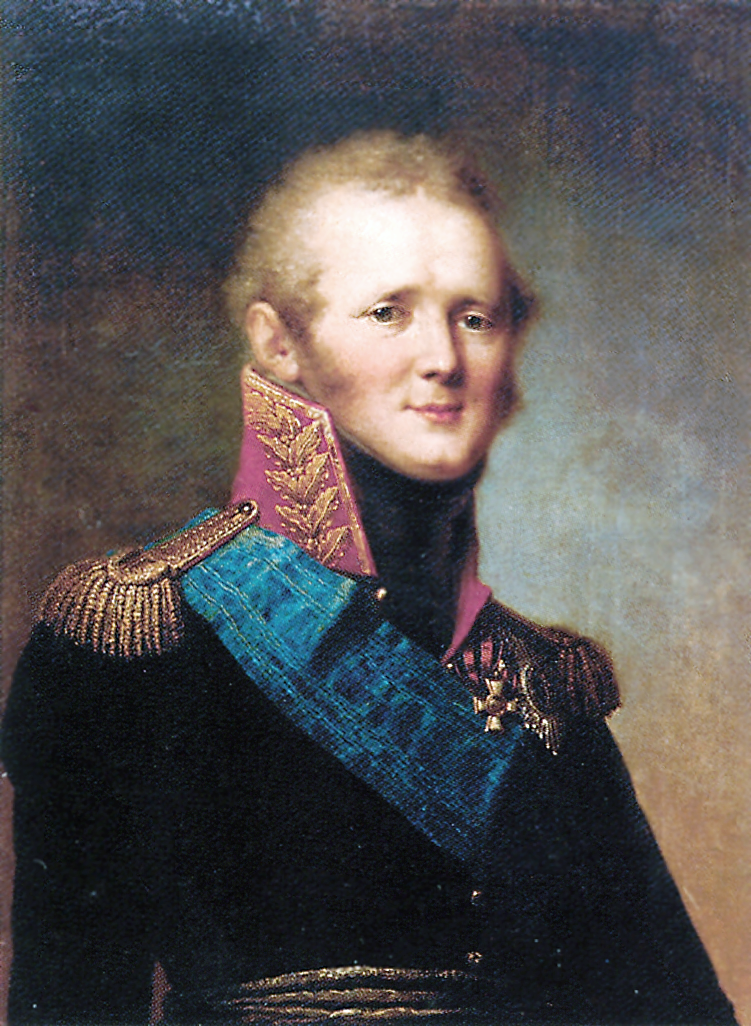
Car Alexandr I.
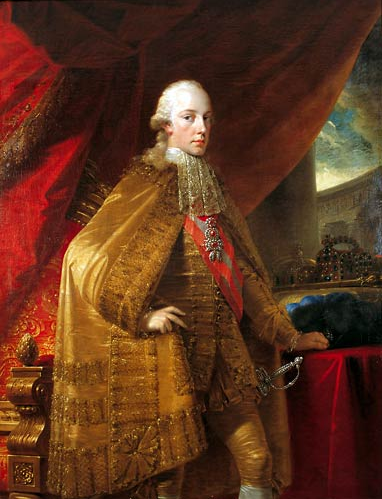
Císař František I.
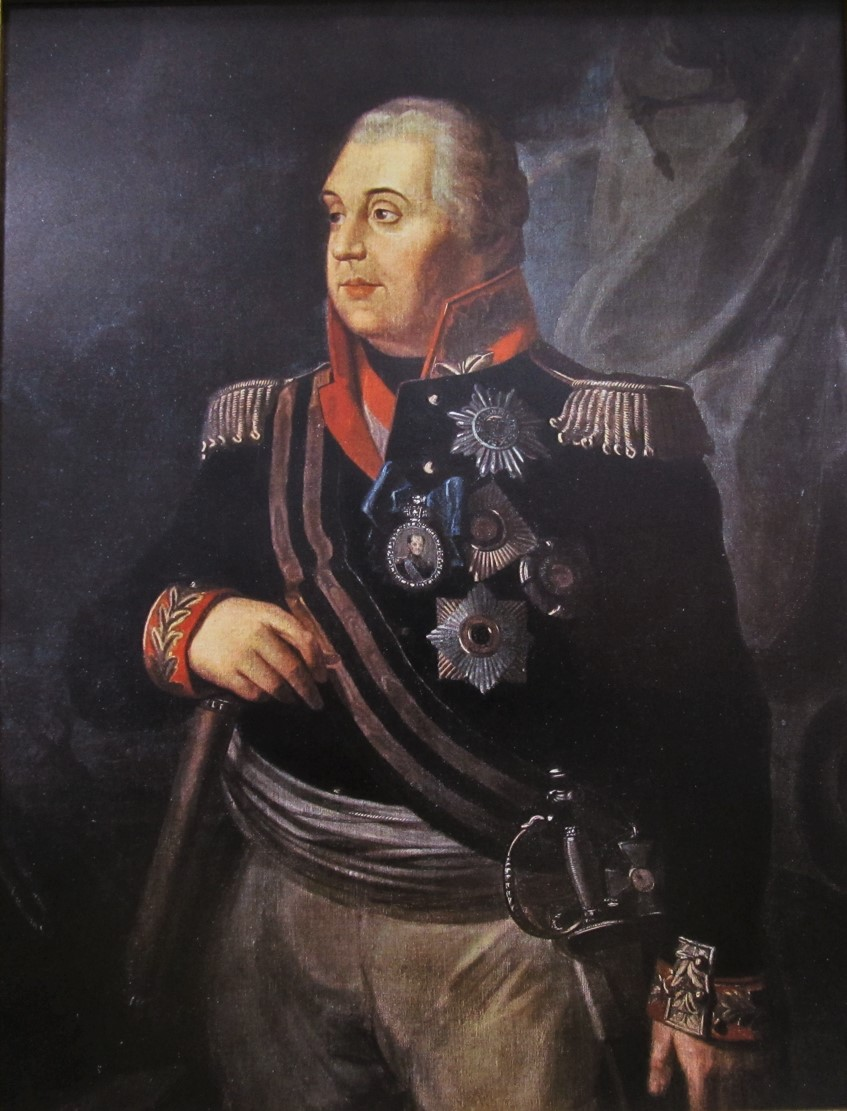
Michail Illarionovič Kutuzov

## Poslední přípravy

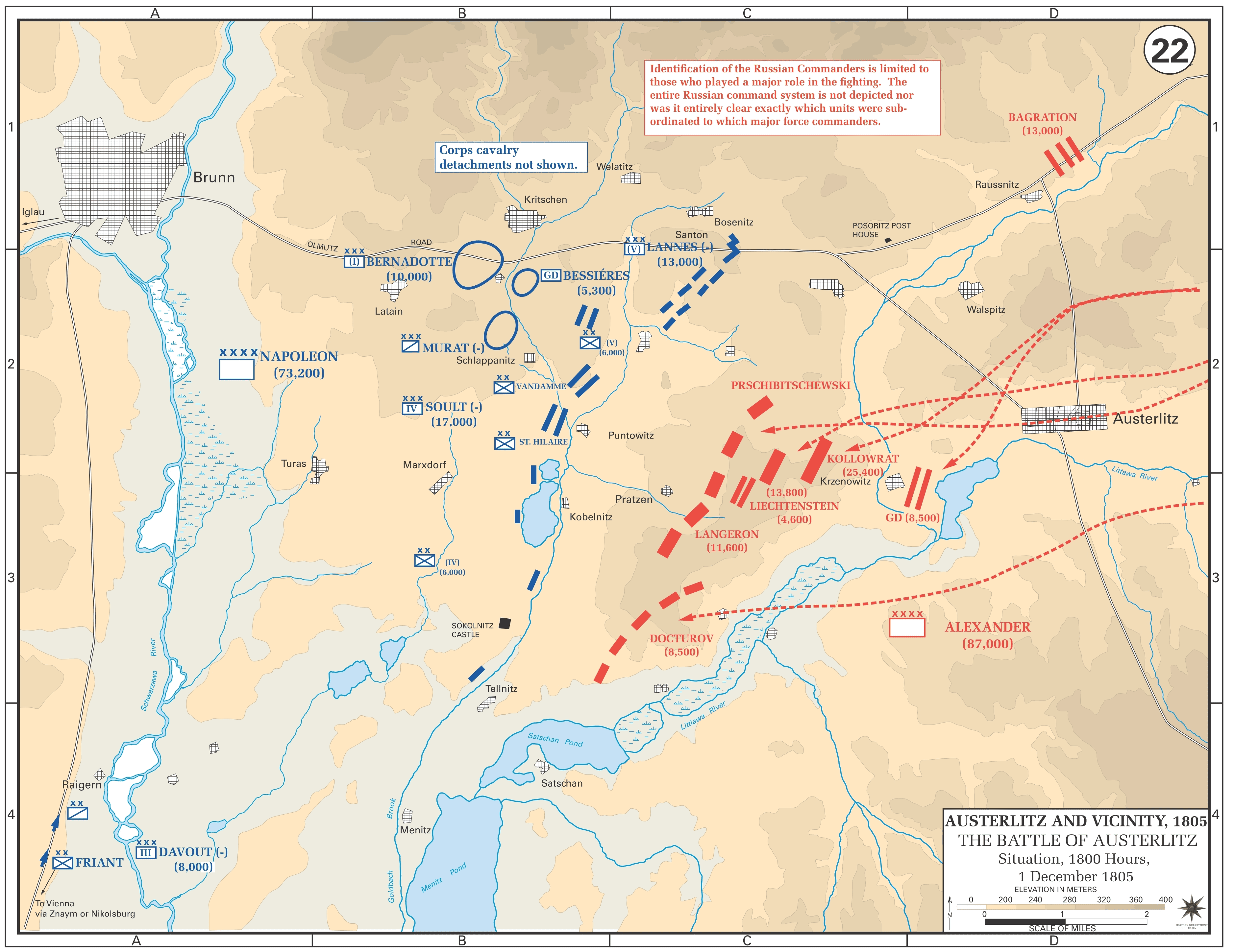
Nástup spojeneckých sil jižně od olomoucké silnice a postavení Francouzů 1. prosince 1805

Podle Napoleonova očekávání spojenci 1. prosince Pratecké výšiny skutečně obsadili. Téhož dne se však dozvěděl, že maršál Davout přivede do bitvy pouze značně oslabenou Friantovu pěší a Bourcierovu jezdeckou divizi a že nepřítel posunul svá postavení mnohem víc k jihu, než počítal. Zejména informace o absenci kompletního III. sboru pro něj znamenala, že nebude schopen uskutečnit záměr, kterým chtěl sevřít spojence do kleští. Posílil tedy Legrandovu divizi, která měla na nejjižnějším cípu pravého křídla nést největší tíži zítřejšího protivníkova útoku. A právě tehdy vznikl definitivní plán bitvy, kdy měly Pratecké výšiny obsadit Vandammova a Saint-Hilairova divize, náležející ke IV. sboru maršála Soulta. Záměr se z defenzivního rázem změnil na ofenzivní. V souladu s tímto rozhodnutím překročily určené Soultovy jednotky za tmy Zlatý potok v prostoru mezi Ponětovicemi a Kobylnicemi, kde vytvořily jednu souvislou linii. Severně od nich, na francouzském levém křídle, stál V. sbor maršála Lannese, kterému připadla úloha zabránit jakémukoliv obchvatu z prostoru u olomoucké silnice. Velitel I. sboru maršál Bernadotte obdržel instrukce překročit nad ránem potok v prostoru u Jiříkovic a v případě potřeby podpořit útočící divize IV. sboru. Maršál Murat byl pověřen úkolem přivést své jezdectvo do takových postavení, aby pokryl případný útok do prázdného místa mezi pravým Lannesovým křídlem a Soultem. Maršálu Davoutovi, jehož jednotky se shromažďovaly v Rajhradu, ukládaly dispozice vyrazit v pět hodin ráno k Telnici a Sokolnicím, kde měl společně s generálem Legrandem za neustálého boje zadržovat nepřítele, jemuž bylo nutno zabránit, aby se vrátil zpět na Pratecké výšiny. Zálohu, která byla k dispozici přímo Napoleonovi u jeho velitelského stanoviště na Žuráni, tvořila císařská garda spolu s jednou divizí granátníků a jednou divizí dragounů.

## První boje uTelnice
První výstřely bitvy u Slavkova padly v pozdních nočních hodinách ve chvíli, kdy se před Telnicí, kterou střežilo 100 až 150 pádských tirailleurů, objevila půleskadrona rakouských švališerů CLR3 O′Reilly, náležející k předvoji 1. kolony podmaršálka Kienmayera. Francouzi začali protivníka ostřelovat, což k tomuto úseku bojiště přilákalo pozornost jak Napoleona, tak generála Legranda. Ten kolem půlnoci poslal tiraillerům na pomoc 1. prapor 3. řadového pluku a Rakušané byli nuceni vesnici vyklidit. Nicméně tento ústup byl jen dočasný, neboť po dvou hodinách se vrátili v doprovodu jednotky hraničářů a pokusili se dobýt Telnici zpět. Jejich útoky však byly Francouzi ukrytými za zídkami zahrad a v oknech domů opakovaně odraženy, navíc generál Legrand do Telnice odeslal zbytek 3. řadového pluku. Podmaršálek Kienmayer, vědom si taktického významu vesnice, vyslal vojáky do opětovného útoku asi kolem páté hodiny. Jejich první dva nápory byly odraženy ještě před vsí, teprve třetí úder řetěz francouzských voltižérů a tirailleurů prolomil. Rakušané však byli opět odraženi vojáky ukrytými v úvozech před vesnicí a čtyřmi děly i pěchotou ve vesnici samotné. Jen část hraničářů se probila mezi chalupy, ale bez podpory byli brzy nuceni své pozice s vysokými ztrátami vyklidit.

Někdy v té době (zhruba o 7. hodině ranní) ruští vojáci na Prateckém návrší odložili své tornistry a v souladu s Weyrotherovou dispozicí začali sestupovat směrem k postavením Francouzů v údolí Zlatého potoka. Několikatisícové jednotky se ovšem v neznámém terénu a stávající tmě začaly vzájemně proplétat, což bylo příčinou nevyhnutelného zmatku. Pár minut před sedmou začalo svítat, nicméně nad prostorem bojiště panovala hustá mlha. Z ní se mezi půl osmou a osmou hodinou před Telnicí vynořilo čelo 1. Dochturovovy kolony, která musela kvůli špatnému terénu zvolit okliku přes Hostěrádky. Ruský velitel okamžitě vyslal do boje brigádu generálmajora Lewise, která vnikla mezi domy a přinutila od půlnoci vzdorující Francouze vesnici vyklidit. V tu chvíli však generál Dochturov i podmaršálek Kienmayer obdrželi od generála Buxhöwdena povel, aby zastavili další postup, jelikož Weyrotherova dispozice 1.–3. koloně ukládala útočit v jedné linii. Ačkoli by generál Dochturov své muže rád vedl vpřed, musel se tomuto rozkazu podřídit, neboť kolony generálů Przybyszewského a Langerona prozatím do svých pozic nedorazily. Obě jednotky snad až o celou hodinu zdržela 5. kolona knížete Lichtensteina, která jim zkřížila cestu při zrychleném přesunu do sektoru mezi Blažovicemi a císařskou silnicí. Od Křenovic prozatím nevyrazila ani 4. kolona podmaršálka Kolovrata, jelikož ji zde zdržel nominální velitel spojeneckých sil hrabě Kutuzov.

## Střetnutí na Zlatém potoku

### Telnice
V šest hodin ráno opustily Rajhrad Friantova pěší a Bourcierova jízdní divize III. sboru francouzského maršála Davouta. Tyto dvě jednotky měly podle nových rozkazů posílit osamoceného generála Legranda u Sokolnic a Telnice. Nedlouho před příchodem na bojiště (asi v 8 hodin) k maršálovi přispěchal jezdecký důstojník s naléhavou žádostí o podporu pěchoty za Telnicí. Do boje byla okamžitě vyslána Heudeletova brigáda, která v součinnosti se zbytky 3. pluku zhruba v 9 hodin přešla z pochodu rovnou do útoku. Jejich cílem byly jednotky, které se právě nacházely v Telnici. Jediným rozhodným bodákovým útokem je vytlačily z obsazených pozic a Rusové ve zmatku prchli zpět směrem k Újezdu. Jakmile však pominulo první překvapení, byli Francouzi spojeneckými pěšáky a Hessen-Homburskými husary zatlačeni zpět do vesnice, kde se snažili narychlo opevnit. Zatímco generálporučík Dochturov řadil svou pěchotu k novému útoku, mezi Telnicí a Sokolnicemi se ve zbytcích mlhy a dýmu z pušek rozpoutala nechtěná přestřelka mezi 108. a 26. pěším plukem francouzské armády. Tohoto zmatku využil Dochturov k útoku od Újezda a Telnici znova obsadil. Ustupující Legrandovi vojáci se spořádaně stáhli za Zlatý potok, kde vytvořili novou obrannou linii.

### Sokolnice

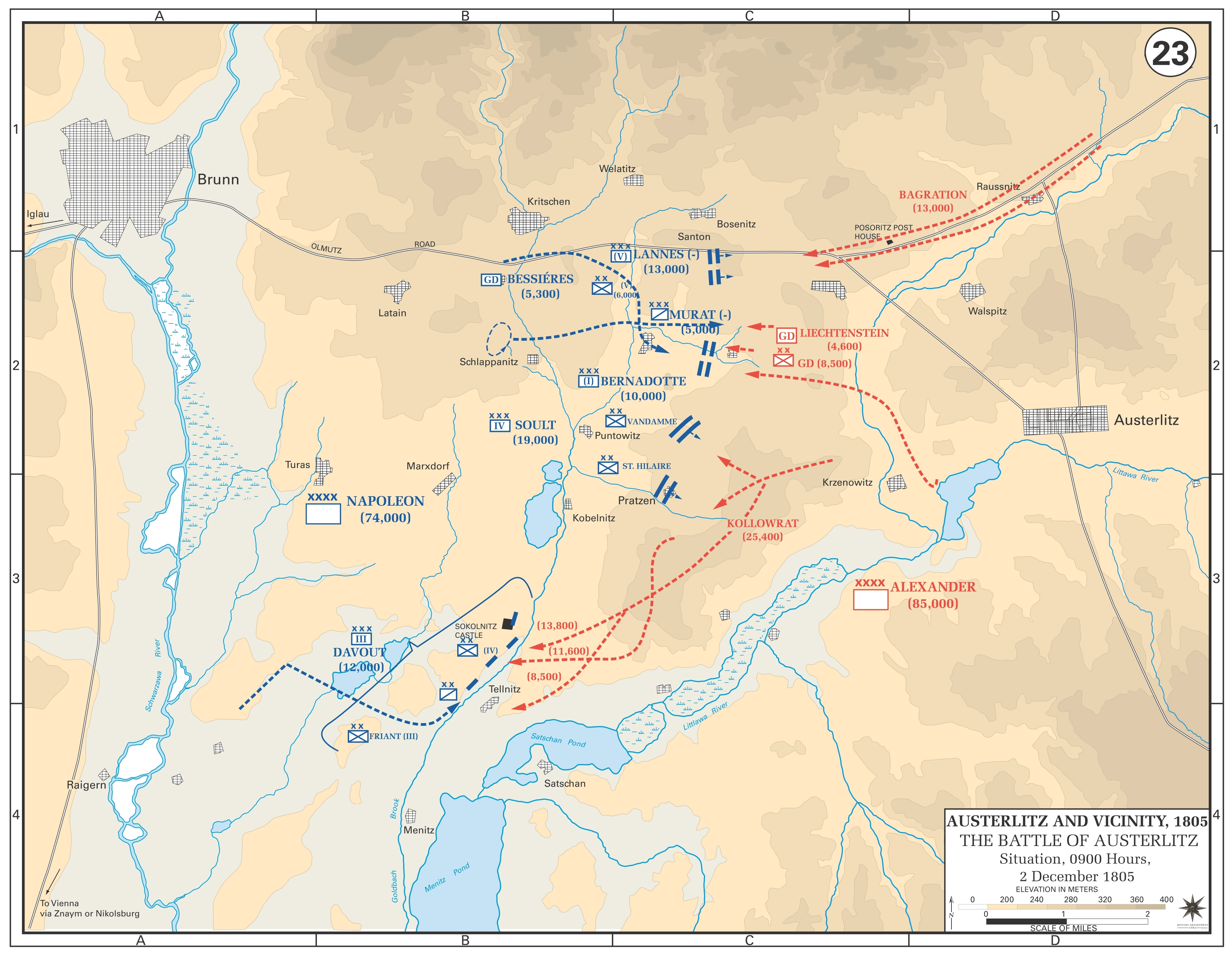
Situace na bojišti kolem 9.00 hod. Postup ruských kolon kolem Prateckého návrší, útok dvou Soultových divizí, přesuny Lichtenštejnovy jízdy, příchod ruské gardy a útok Bagrationa u olomoucké silnice

Před devátou hodinou k Sokolnicím konečně dorazila 2. kolona generála Langeronona, která bez pozdržené Kamenského brigády momentálně disponovala zhruba 7 000 vojáky. Ačkoli ruský velitel ve vesnici nespatřil větší protivníkovy síly, nesnažil se útok uspěchat a vyčkal, až se na jeho pravém křídle ukáže 3. Przybyszewského kolona s 10 000 muži a 30 děly, která z Prateckého návrší sestupovala chvíli za jeho jednotkami. Mezitím nechal své oddíly se ve dvou sledech rozvinout do linie a rozmístil třicet děl, která ihned zahájila palbu. Jakmile začalo čelo Przybyszewského jednotek zaujímat své pozice, vyrazil Langeron obsadit Sokolnice, 3. kolona posléze udeřila do prostoru u sokolnického zámku. Celý zdejší sektor však bránil pouze 26. lehký pluk a Francouzi byli v krátké době přinuceni ustoupit až na svahy za západním okrajem Sokolnic, kde se pravděpodobně odehrály první vážnější srážky. Nicméně i zde byl francouzský odpor brzy zlomen a v 10.00 se zdálo, že ruské jednotky prorazí skrz protivníkovu obranu. V tu chvíli však na bojiště dorazila pěší Friantova divize náležející k III. sboru maršála Davouta. 48. a 111. pluk přešly do okamžitého útoku a za využití momentu překvapení vytlačily Langeronovy a Przybyszewského jednotky ze svahů až do Sokolnic a jejich okolí. Začal tuhý boj o vesnici vedený dům od domu, v němž však silnější ruské jednotky začínaly získávat převahu. Po třičtvrtěhodinovém zápolení se k francouzskému útoku připojily i 15. lehký a 33. řadový pěší pluk. Boje v okolí vesnice pak trvaly celé dopoledne, teprve po poledni se francouzská pěchota, krytá Margaronovým a Bourcierovým jezdectvem, kvůli přeskupení sil stáhla směrem k Otmarovu. Rusům zůstaly v rukou Telnice i Sokolnice, Davout a Legrand však splnili svůj úkol přesně podle Napoleonova očekávání. Buxhöwdenovy kolony zůstaly v prostoru podél Zlatého potoka, což umožnilo požadované zakončení obchvatného manévru.

## Útok na Pratecké výšiny

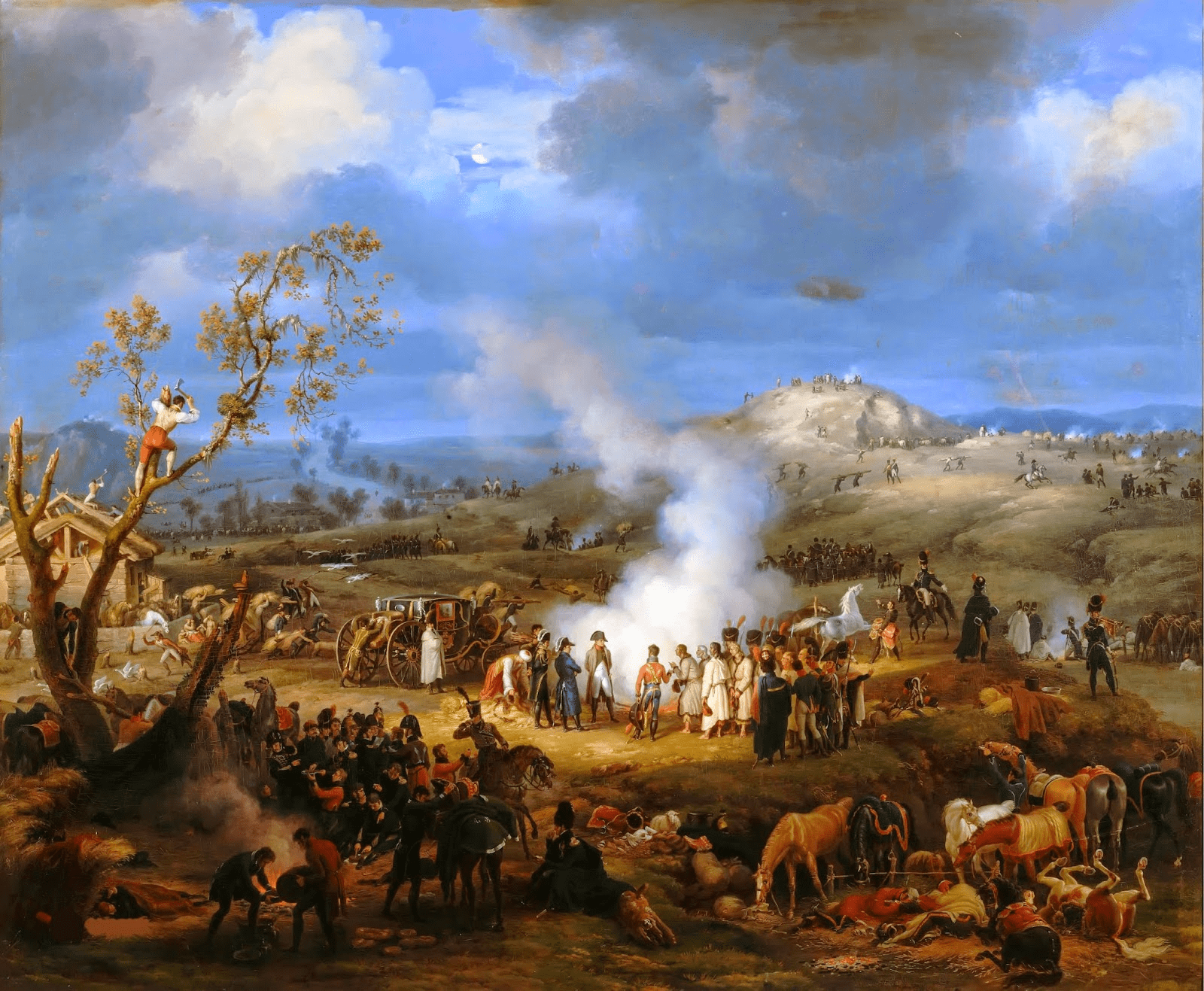
Louis Francois Lejeune: Napoleon pod Santonem

Kolem osmé hodiny se na Napoleonův rozkaz daly do pohybu Vandammova a Saint-Hilairova divize IV. sboru maršála Soulta, doposud skryté před pohledy spojenců mlhou v údolí Velatického potoka. Saint-Hilairova divize (brigády generálů Moranda, Thiébaulta a Varého) vyrazila od Ponětovic jako první a jejím cílem byla kóta 324 Pratecký vrch. Vandammova divize se pohnula s menším zpožděním a jejím úkolem bylo obsadit kótu 298 Staré vinohrady. Napoleon předpokládal, že v této chvíli budou výšiny téměř zcela vyklizeny a v tomto smyslu informoval i své podřízené, kteří proto neočekávali, že narazí na silnější odpor. Za terénním zlomem Starých vinohradů však stále zůstávala 4. smíšená kolona generála Miloradoviče a podmaršálka Kolovrata, pozdržená hrabětem Kutuzovem.
K prvnímu ozbrojenému střetu v této části bojiště došlo kolem deváté hodiny u vesnice Prace. Thiébaultově brigádě se zde podařilo rozprášit vojáky tří předsunutých ruských praporů, kteří svým panickým útěkem upozornili na francouzskou aktivitu generála Kutuzova a ruského cara, nacházející se právě u 4. spojenecké kolony. V reakci na nečekaný útok hrabě Kutuzov rozkázal Kolowratovým Rakušanům obsadit vrchol Prateckého návrší, kam mířil generál Saint-Hilaire, a Miloradovičovi Rusové dostali povel dobýt Prace, jejichž obranu převzala francouzská brigáda generála Varé. Krátce po deváté hodině vyrazil generál Miloradovič do útoku. Těžké boje, které se rozhořely již před vesnicí, trvaly zhruba jednu hodinu a průběžně se do nich zapojili vojáci celé Vandammovy divize. Byli to nakonec také oni, kdo díky taktické převaze protivníka odrazili a způsobili mu vysoké ztráty. Zcela rozvrácené Miloradovičovy oddíly ve zmatku prchaly za hřeben Prateckého návrší, kde se již řadilo 5 000 mužů podmaršálka Kolowrata v čele s šesti prapory IR 23. Salzburg. Rakušané ovládali hřeben návrší, nicméně k razantnější obraně potřebovali výraznější podporu generála Miloradoviče, ten však na carův rozkaz ve zmatku ustupoval k jižnímu svahu výšin. Generál Vandamme proti Rakušanům nasadil Féreyovu brigádu spolu s 55. řadovým plukem Varého brigády zprava a 24. lehkým plukem Schinnerovy brigády zleva. Teprve po tvrdém, snad až hodinu trvajícím boji (zasáhl do něj i zbytek Varého brigády), v závěru vedeném na bodáky, byli Rakušané ze svého postavení vytlačeni. Zhruba kolem jedenácté hodiny vojáci císaře Františka I. ustoupili za Miloradovičovými jednotkami. Zbloudilou střelou z těchto bojů byl na tváři zraněn i generál Kutuzov.

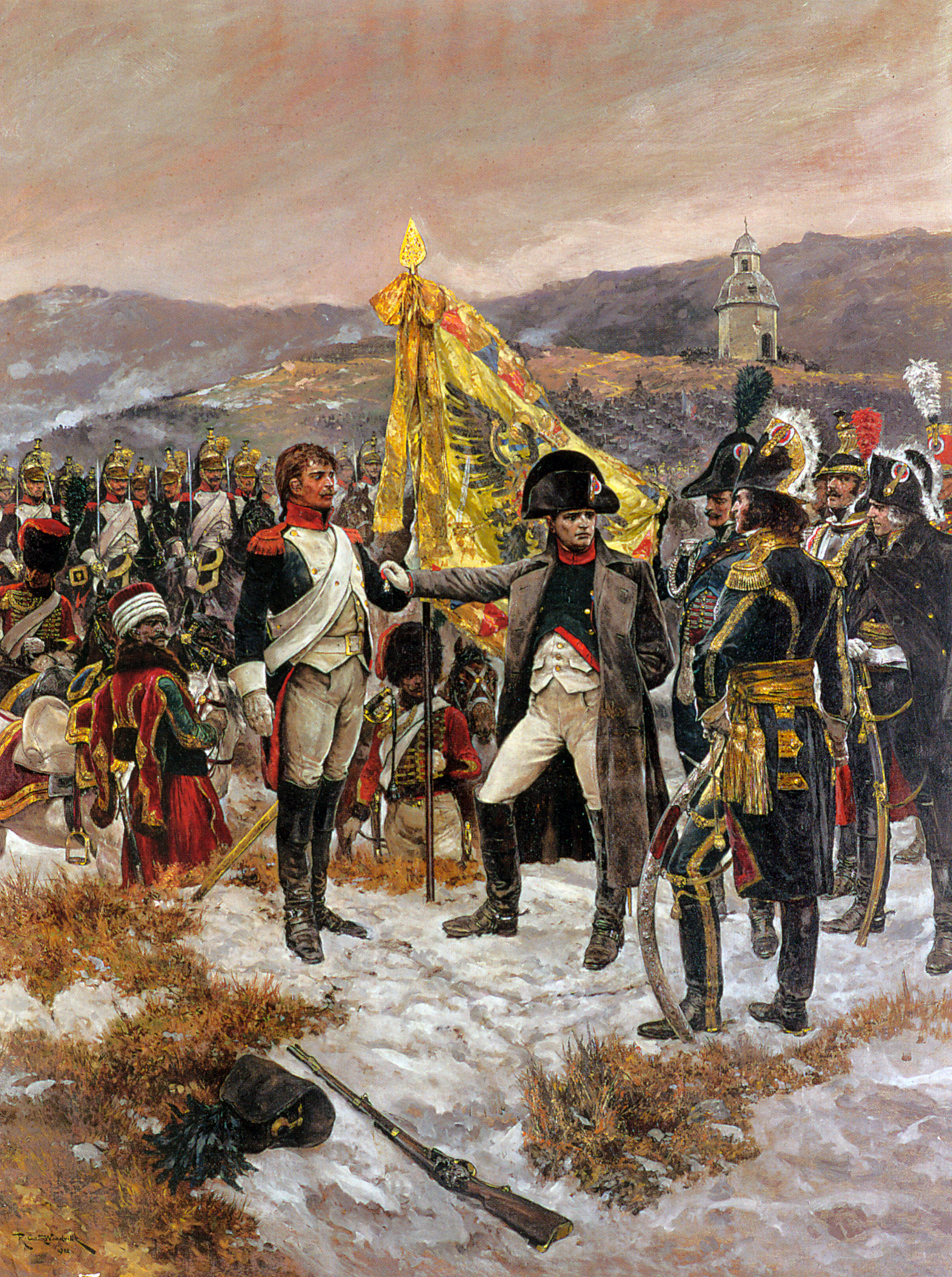
Richard Caton Woodville: Napoleon u břehu Litavy. V zadní části plátna je zobrazena kaple sv. Antonína Paduánského stojící nad Újezdem

Jižně od Vandamma dosáhla Thiébaultova brigáda ze Saint-Hilairovy divize vrcholu Prateckého návrší kolem desáté hodiny. Na pravém křídle očekávala spojení s brigádu generála Moranda, ten se však dostal do křížku s opožděnou ruskou brigádou generála Kamenského, patřící k 2. spojenecké koloně. Kamenského vojáci tvořili Langeronův zadní voj a zkušený velitel, jakým ruský generál byl, rychle vyhodnotil nebezpečí hrozící vlastním jednotkám u Sokolnic (o masivním francouzském útoku ihned informoval generála Langerona, který před desátou předal velení u Sokolnic generálovi Olsufjevovi a přijel se přesvědčit osobně). Od Křenovic se k Morandovi navíc blížilo patnáct rakouských (Kolowratových) praporů, v jejichž čele pochodovala Jirčíkova brigáda. Kritickou situaci vyřešil generál Saint-Hilaire tím, že na ohrožený úsek přesunul 36. a část 14. pluku, které podpořilo šest dvacetiliberních děl vyslaných sem údajně Napoleonem. Těmito jednotkami zacelil linii mezi Starými vinohrady a Prateckým návrším a Morandovy jednotky tím pádem v téměř pravém úhlu kryly jižní část bráněného návrší. Proti Saint-Hilairově divizi stálo 55 Kamenského praporů spolu s 3 000–4 000 muži Jirčíkovy brigády. Nastávající útok trval dvacet minut a Rakušané nakrátko ovládli Pratecký vrch. Dalším tvrdým protiútokem však byli ze své pozice vytlačeni a přinuceni ustoupit. Jen část z těchto jednotek se připojila ke Kamenského brigádě, s níž se na rozkaz generálmajora Volkonského ještě jednou pokusili ztracené pozice získat zpět. Tato akce však byla již předem odsouzena k nezdaru, navíc byl při ní smrtelně zraněn generál Jirčík. Hrabě Kutuzov, který se právě nacházel v této části bojiště, dal generálu Kamenskému rozkaz k ústupu do údolí směrem na Hostěrádky. Rakušané v tomto střetnutí ztratili 2388 mužů a 18 děl, Saint-Hilairova divize měla zhruba 1800 mrtvých a raněných. Bylo kolem jedenácté hodiny a Francouzi ovládli jak Staré vinohrady, tak Pratecký vrch. Mušketýrské pluky Kurský (2 prapory) a Podolský (tvořící část 3. Przybyszewského kolony), které byly z Langeronovy iniciativy vyslány spojencům na pomoc, přišly již pozdě a byly s velkými ztrátami vrženy zpět. Generál Thiébault o boji na Prateckém návrší podal zprávu: „Až do poslední hodiny bitvy jsme nebrali zajatce, abychom neriskovali; některý z nich by se nemusel zastavit před ničím, a tak v našem týle nezůstal jediný živý nepřítel.“
Krátce po jedenácté hodině opustil Napoleon Žuráň a spolu s gardou a částí záloh se přesunul ke Starým vinohradům. U sebe si ponechal i šest praporů Oudinotových granátníků a další čtyři prapory pod vedením generála Duroca vyslal k Tuřanům k podpoře Davoutova III. sboru.

## Boj u olomoucké silnice

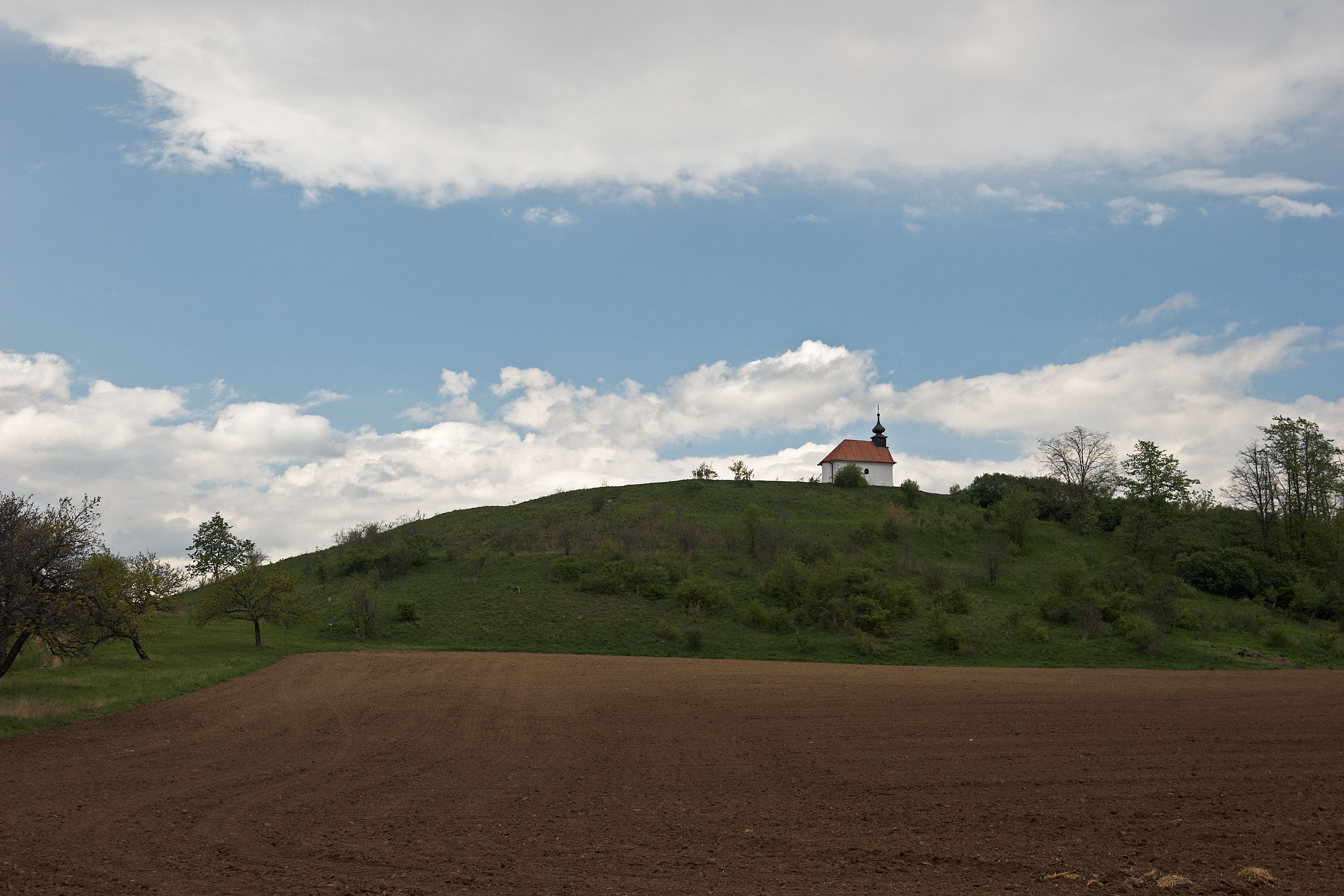
Vrch Santon s kaplí

Na nejzazším pravém spojeneckém křídle stála v brzkých ranních hodinách pouze brigáda generálmajora Uvarova z Essenovy divize, která zde byla dislokovaná jako čelní zajištění Bagrationova předvoje. Kolem 8.30 se na jejím levém boku objevila rakouská část 5. kolony, tedy těžcí jezdci pod velením podmaršálka hraběte Hohenloheho (dorazil s nimi i velitel kolony kníže Lichtenstein), a asi v 9.00 se mezi obě tyto jednotky vřadila brigáda generálmajora Šepeljeva, která tvořila druhou část Essenových sil. Úkolem přítomných spojeneckých formací bylo krýt levé Bagrationovo křídlo, ruský generál se však v tento moment nacházel zhruba 3 km severovýchodně. Zanedlouho po jezdectvu se v oblasti začala objevovat první část imperátorské gardy pod velením carova bratra velkoknížete Alexandra Pavloviče (celkově 10 600 mužů), která zůstala stát na vyvýšenině mezi Holubicemi a Blažovicemi. V pozicích před obcí Tvarožná a západně od Blažovic stál proti spojencům V. sbor francouzské armády pod velením maršála Lannese (asi 13 230 mužů). Celé jeho postavení se opíralo o kopec Santon, kde vojáci do okopů na východním svahu rozmístili 18 děl. Levé křídlo linie V. sboru tvořila Suchetova divize, křídlo pravé divize generála Caffarelliho. Lannes, stejně jako velitel I. sboru maršál Bernadotte, byl v bitvě podřízen maršálovi Muratovi, který se záložním jezdectvem prozatím vyčkával u Šlapanic. Podle Napoleonovy direktivy bylo úkolem francouzského levého křídla pozvolna postupovat vpřed, srovnávat linii se Soultovými divizemi zdolávajícími Pratecké výšiny a poté se stočit vpravo, udeřit spojencům do boku a pokusit se jim přetnout operační linie. První fázi tohoto plánu se maršál Lannes rozhodl uskutečnit asi v 9.15, nicméně pohyb jeho kolon neunikl spojeneckým velitelům. Ti se dostali do nebezpečné situace, neboť se doposud neobjevil Bagration a hrozilo, že by mohlo dojít k izolaci některých částí křídla. Rakouský velitel Jan z Lichtensteina se proto rozhodl zaútočit na čtyři Kellermannovy lehké jezdecké pluky, operující před francouzskou pěchotou. V 9.30 proti těmto jednotkám před Caffarelliho divizí vyrazilo 10 eskadron hulánů (1368 jezdců) z Šepeljevovy brigády, ale díky Lannesově výcviku vojska v součinnosti pěchoty a jezdectva bylo v krátké době z boje vyřazeno na 300 Rusů včetně majitele pluku generálporučíka Essena, který zemřel ve francouzském zajetí. Husaři se okamžitě pustili za hulány, avšak kolem 10.00 na bojiště dorazilo lehké jezdectvo náležející k Bagrationovu předvoji, které pronásledovatele odrazilo za pomocí děl své jízdní baterie. Ustupující Francouzi byli nuceni čelit protiútoku dalších spojeneckých eskadron, od nichž se jim podařilo odpoutat teprve ve chvíli, kdy generál Kellermann do boje nasadil dragouny Waltherovy divize.

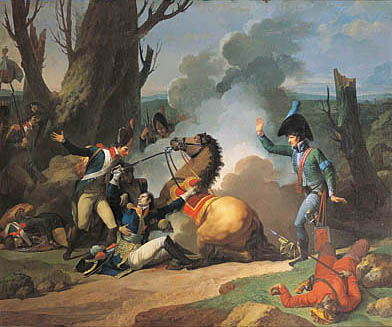
Jean Peyron: zranění generála Valhuberta

Asi v 10.00 dal velkokníže Konstantin povel gardovým myslivcům zaujmout pozici v Blažovicích. Sotva vojáci vesnici obsadili, zaútočil na ně 13. lehký pluk od Demontovy brigády. První nápor Francouzů se Rusům podařilo odrazit, ale druhému útoku, podporovanému 51. plukem Debillyho brigády, ani po příchodu dvou praporů Tělesného–gardového Semenovského pluku odolávat nedokázali a zhruba v 11.00 ustoupili. V průběhu tohoto boje dal carevič Konstantin pokyn 1. batalionu Izmajlovského gardového pluku, aby vyrazil na Pratecké výšiny a podpořil hraběte Kutuzova. Stejný rozkaz dostala i druhá část gardových jednotek pod velením generálmajora Maljutina, teprve přicházející na bitevní pole. S odchodem části gardových jednotek musel kníže Lichtenštejn vyplnit uvolněný prostor a přimknout se k Uvarovově a Šepeljevově brigádě. V tu chvíli se však na jihozápadní straně Blažovic objevila bojem zatím netknutá Rivaudova divize Bernadottova I. sboru pochodující na pomoc generálu Vandammovi a rakouský velitel se rozhodl tuto pochodovou kolonu napadnout. Útoku se zúčastnila kyrysnická divize Hohenlohe, jezdci však byli odraženi a ustoupili směrem za ruskou gardou. Další boje jezdectva a pěchoty probíhaly v prostoru mezi Blažovicemi a Tvarožnou (Bosenicemi) až zhruba do 12.30. Bitevní pole nakonec opanovaly jednotky maršála Murata, nicméně takticky byli úspěšnější spojenci, neboť neumožnili protivníkovi vpadnout do týlu jednotkám na Prateckém návrší.

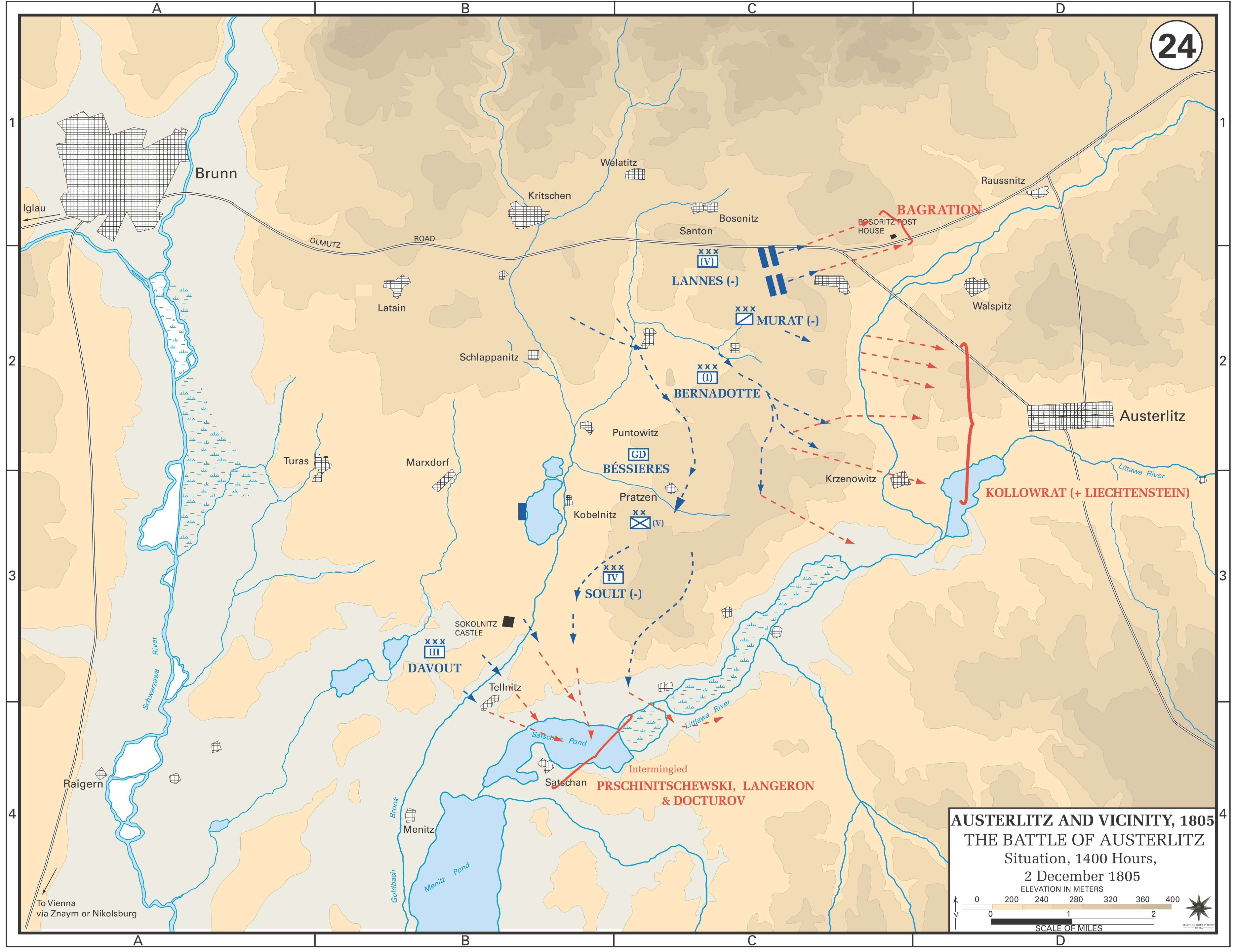
Situace na bojišti mezi 14.00–17.00. Mapa zobrazuje všeobecný ústup spojeneckých vojsk a manévry Grande Armée

Asi ve 12.30 se maršál Lannes rozhodl zaútočit celým V. sborem proti Bagrationovu předvoji, který zůstal v důsledku předchozích bojů osamocen. Jeho pěší divize rozmístěné napříč císařskou silnicí postupovaly jen pozvolna a pravým křídlem se dostaly na dohled Kruhu asi po hodinovém pochodu. Bagrationovy jednotky stály s Lannesem takřka v paralelním postavení, přičemž se levým bokem opíraly o Holubice, pravým pak o Sivice. K ruskému veliteli dorazily první dispozice pro nadcházející bitvu kolem osmé hodiny ranní, měl tedy dostatečný čas pro uspořádání mužstva i jezdeckých eskadron, které k němu ustupovaly v průběhu dopoledních srážek. První nápor proti jeho levému křídlu v Holubicích zahájila Caffarelliho řadová pěchota zhruba o půl druhé, díky kartáčové střelbě zde rozmístěných děl však byla s vysokými ztrátami odražena zpět. Ve stejnou dobu byly pluky Bagrationova středu (Staroingermanlandský a Pskovský) nuceny čelit úderu Suchetovy divize. Po půlhodině bojů se začali Francouzi stahovat, čímž ruské jednotky podnítili k rozhodnému protiútoku. V nastalém boji utržili zranění generál Suchet i velitel jeho první brigády generál Beker a situaci ve francouzských řadách stabilizoval teprve až zásah Valhubertovy brigády (64. a 88. řadový pluk). Tento manévr Rusy odrazil, nicméně střepina granátu při něm způsobila smrtelné zranění generálu Valhubertovi. Paralelně s tímto bojem ovládl 17. lehký pluk za podpory lehkého jezdectva generálů Milhauda a Treillarda Sivice a maršál Murat nařídil části svého jezdectva na levém křídle zahnat Čaplicovy husary. Sotva generál Suchet uspořádal své jednotky, vyslal jej maršál Lannes do dalšího útoku proti spojeneckému středu. Caffareliho divize na pravém křídle obnovila ofenzivní akce krátce po svém prvním neúspěchu a kolem 14.00 začala získávat Holubice pod svoji kontrolu. Zhruba ve 14.30 rostoucí francouzský tlak přinutil celou ruskou linii ke spořádanému ústupu, krytému palbou dvou baterií těžkých kanónů rakouského majora Frierenbergera, které dorazily na bojiště od Olomouce. O půl čtvrté došlo u Kovalovic ještě k dalším střetům, při nichž Francouzi zajali několik mužů a získali jedno dělo, vzápětí však dal maršál Lannes rozkaz ke stažení, čímž byly operace na severní frontě ukončeny.

## Rozhodující manévry

### Střetnutí gard

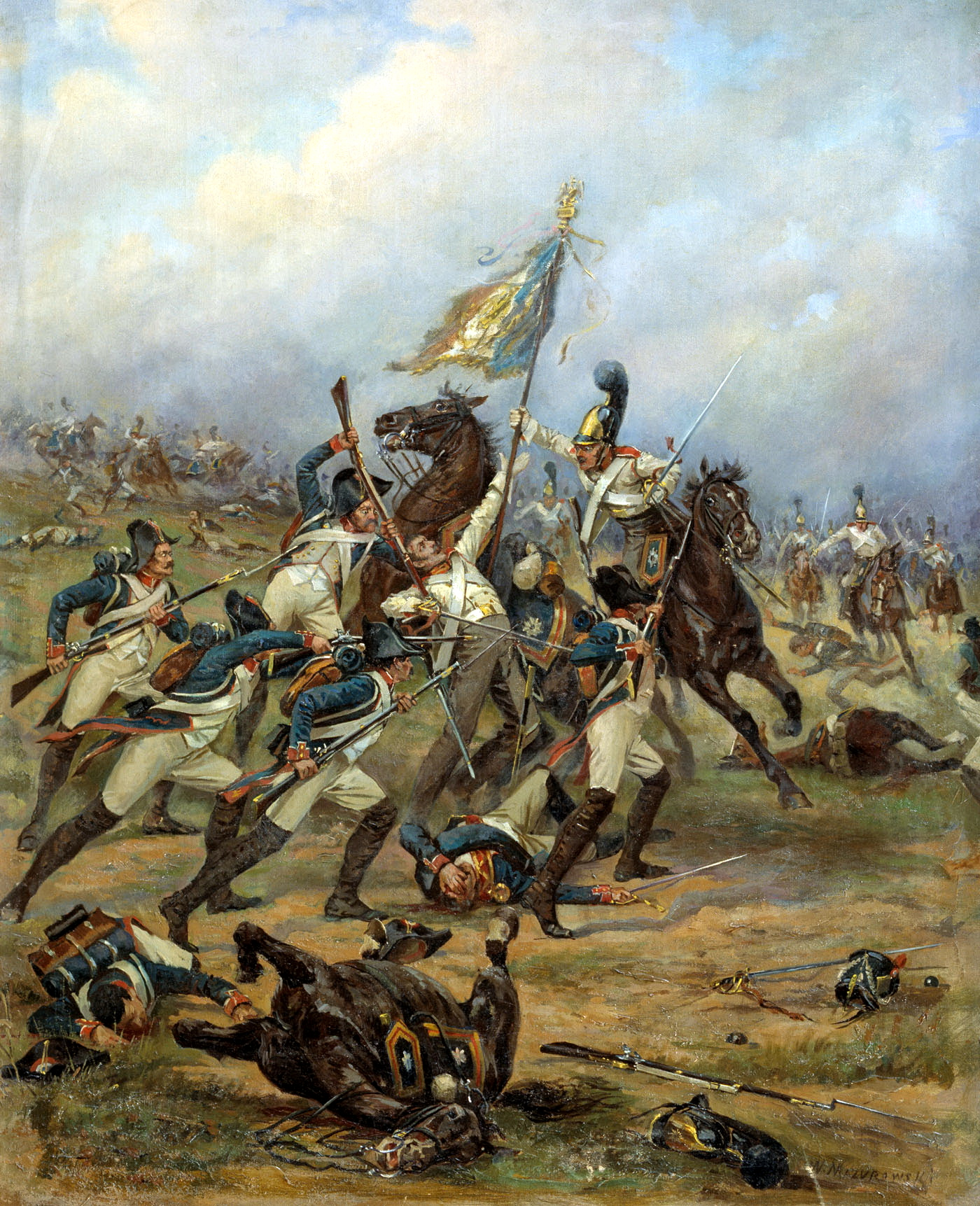
Viktor Mazurovsky: ukořistění orlice 4. řadového pluku

Mezi 12.15–12.30 se ve směru od Křenovic začaly u Prateckých výšin objevovat ruské gardové jednotky, které se vyvázaly z boje u Blažovic. Záměrem velkoknížete Konstantina bylo navázat kontakt se zbytky 4. spojenecké kolony, pravděpodobně s úmyslem dát jim možnost vzpamatovat se a spořádaně ustoupit. Jeho vojáci směřovali do levého boku Vandammovy divize v místech, kde zaujímal pozici 4. řadový pluk (před bitvou 1800 mužů) pod velením majora Bigarré. 1. prapor této jednotky vysunul maršál Soult na nejvyšší bod Starých vinohradů, aby zde pozoroval pohyby spojenců. Sotva major Bigarré zjistil, že se k němu zprava blíží ruská kavalerie a zleva pěchota, podal hlášení svým nadřízením a vrátil se s praporem ke zbytku pluku. V reakci na získané informace generál Vandamme vyslal Bigarrému na pomoc vojáky 24. lehkého pluku (zhruba 1300 mužů), nicméně než tato podpora stačila dorazit, musel se 4. řadový pluk zformovat do karé, neboť proti němu za podpory kartáčové palby čtyř hlavní gardového jízdního dělostřelectva zaútočilo pět eskadron Tělesného–gardového jezdeckého pluku (760 jezdců). První ruský útok se Francouzům podařilo salvou z mušket odrazit, nicméně druhý nájezd sestavu rozrazil, přičemž pluk ztratil na 200 mužů a svou zástavu (orlici). Útočící ruské gardisty následně podpořilo pět eskadron Tělesného–gardového husarského pluku (690 jezdců), kteří s nimi ve vzájemné součinnosti atakovali a rozprášili i 24. lehký pluk. Toto střetnutí se již odehrálo před očima Napoleona, který právě dorazil na Staré vinohrady. Když viděl debakl pěších jednotek, vyslal svého pobočníka, brigádního generála Jeana Rappa, aby do boje proti postupujícím Rusům nasměroval gardové jezdectvo. Protiútoku se účastnily čtyři eskadrony gardových jízdních myslivců a čtyři eskadrony gardových jízdních granátníků rozvinutých do třech sledů. Společně s těmito jednotkami postupovalo i čtyřicet osm mameluků gardy a eskadrona vélitů od gardových jízdních granátníků. První francouzský útok, podpořený střelbou gardové jízdní baterie, asi ve 13.30 dopadl na tělesný–gardový husarský pluk, který se v důsledku pronásledování protivníkovy pěchoty nestačil zcela seskupit a byl nucen ustoupit za mušketýry Semenovského pluku, kteří právě stoupali do svahu Starých vinohradů. Hrozba útoku francouzského jezdectva přiměla ruské velitele jednotku přeskupit do dvou karé, díky čemuž první protivníkův nájezd úspěšně odrazili (v boji byl smrtelně zraněn francouzský generál Morlan). V průběhu pokračujících střetů na bojiště dorazila druhá půlka imperátorské gardy pod velením generálporučíka Maljutina a velkokníže Konstantin povolal k podpoře zle tísněné pěchoty pět eskadron petrohradské kavalergardy (asi 770 jezdců) a Tělesný–gardový kozácký pluk (300 jezdců). Jako první se do boje pravděpodobně pustili kozáci, kteří se vrhli na jízdní myslivce dotírající na Semenovský pluk. Vzápětí se na svahu nad Křenovicemi do boje pustila část Kavalergardy, která napadla Drouetovu divizi Bernadotova I. sboru, směřující podpořit Sain–Hilairovu divizi. Francouzským pěšákům však dorazil na pomoc první sled francouzského gardového jezdectva pod velením generálů Rappa a Dahlmanna, kteří za neustávajícího boje obrátili Rusy na ústup. Záhy se však do střetu zapojila druhá část kavalergardy v čele s knížetem Repninem-Volkonským-1, kterého podpořily i dvě eskadrony Tělesného–gardového jezdeckého pluku. Oba útvary se neprodleně zapojily do probíhajícího zápolení, po asi patnáctiminutové vřavě však maršál Bessières do boje vyslal čtyři eskadrony gardových jízdních granátníků, kteří strhli vítězství na francouzskou stranu. Francouzská kavalerie ihned pokračovala v pronásledování a vrhla se na osamocenou pěchotu. Ta již novému náporu odolávat nedokázala a záhy celá ruská garda prchala směrem ke Křenovicím, aby zpomalila až u potoka Rakovec.

### Úder na Zlatém potoku

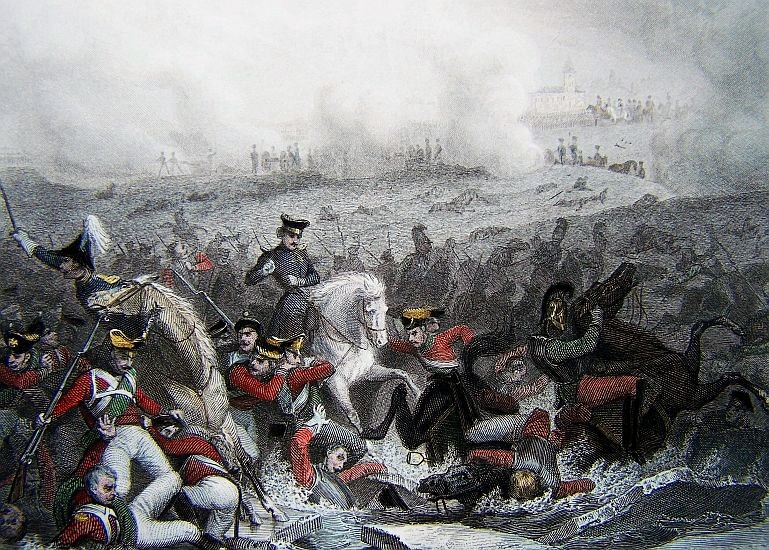
Thomas Campbell: proboření ledu na Žatčanském rybníku

Krátce po 13.00 Napoleon rozkázal maršálu Soultovi, aby jeho sbor vpadl do zad třem spojeneckým kolonám, s nimiž se od dopoledních hodin potýkali maršál Davout a generál Legrand u Telnice a Sokolnic. Jako první zahájila z Prateckého vrchu sestup Saint-Hilairova divize, jejíž úder směřoval do zad 3. spojenecké koloně. Generál Przybyszewski byl tím pádem nucen čelit útoku ze tří stran a kolem 15.00 mu nezbylo, než se spolu s asi 3 000 muži pokusit prorazit směrem proti proudu Zlatého potoka. Při ústupu jej však důrazně pronásledovalo francouzské jezdectvo a zanedlouho i se svými vojáky padl do zajetí. O něco jižněji, mezi 13.30–13.45, zatím generál Buxhövden začal organizovat ústup většiny svých jednotek. Tuto aktivitu však prováděl se značným zpožděním, neboť rozkaz od generála Kutuzova ke stažení spojeneckých sil obdržel už po 12.30. Zhruba ve 14.00 dorazil k tomuto úseku bojiště Napoleon, jenž si jako své stanoviště zvolil kopec u kaple sv. Antonína Paduánského nad Újezdem. O hodinu později zaútočily brigády generálů Varého (IV. sbor) a Fereye (I. sbor) na ustupující kolony generálů Dochturova a Langerona, které generál Buxhövden vedl směrem na Rychmanov v úzkém pruhu mezi pravým břehem Litavy a úpatím Prateckých výšin. Spojenecká formace byla tímto úderem rozetnutá na dvě části, z nichž pouze té menší pod přímým Buxhövdenovým velením zůstala volná cesta ve směru ústupu. Jelikož se vojákům Vandammovy divize podařilo při akci obsadit i Újezd, umožňovala zbytku zle tísněných Rusů a Rakušanů jedinou cestu z francouzského kotle pouze úzká hráz mezi zamrzlými rybníky Žatčanským a Měnínským. V průběhu ústupových bojů však na hrázi vybuchla muniční kára a průchod po souši se záhy stal takřka nemožným. Velká část jednotek se proto rozhodla pokračovat v cestě přes led. Svědkové vývoj dalších událostí popisovali různě, nicméně v důsledku nahromadění dělostřeleckých povozů a masy lidských a koňských těl, částečně snad i v důsledku dělostřelby, kterou na ustupující nařídil sám Napoleon, se zamrzlá hladina na mnohých místech probořila. Z pasti nakonec uniklo pouze 8 000 mužů spolu s generálem Dochturovem, který s nastávajícím soumrakem, zhruba v 16.00, nařídil svým jednotkám zamířit do bezpečí směrem přes Bošovice. Vojáci pochodovali celou noc v silném dešti, který ničil cesty a znemožňoval přepravu děl, z nichž část uvízla v bahně a byla ponechána na trase pochodu.
| „                                      | Už jsem viděl mnohé prohrané bitvy, ale o takové porážce jsem neměl ani zdání. | “ |
| — Louis Alexandre Andrault de Langeron |                                                                                |   |

## Důsledky bitvy

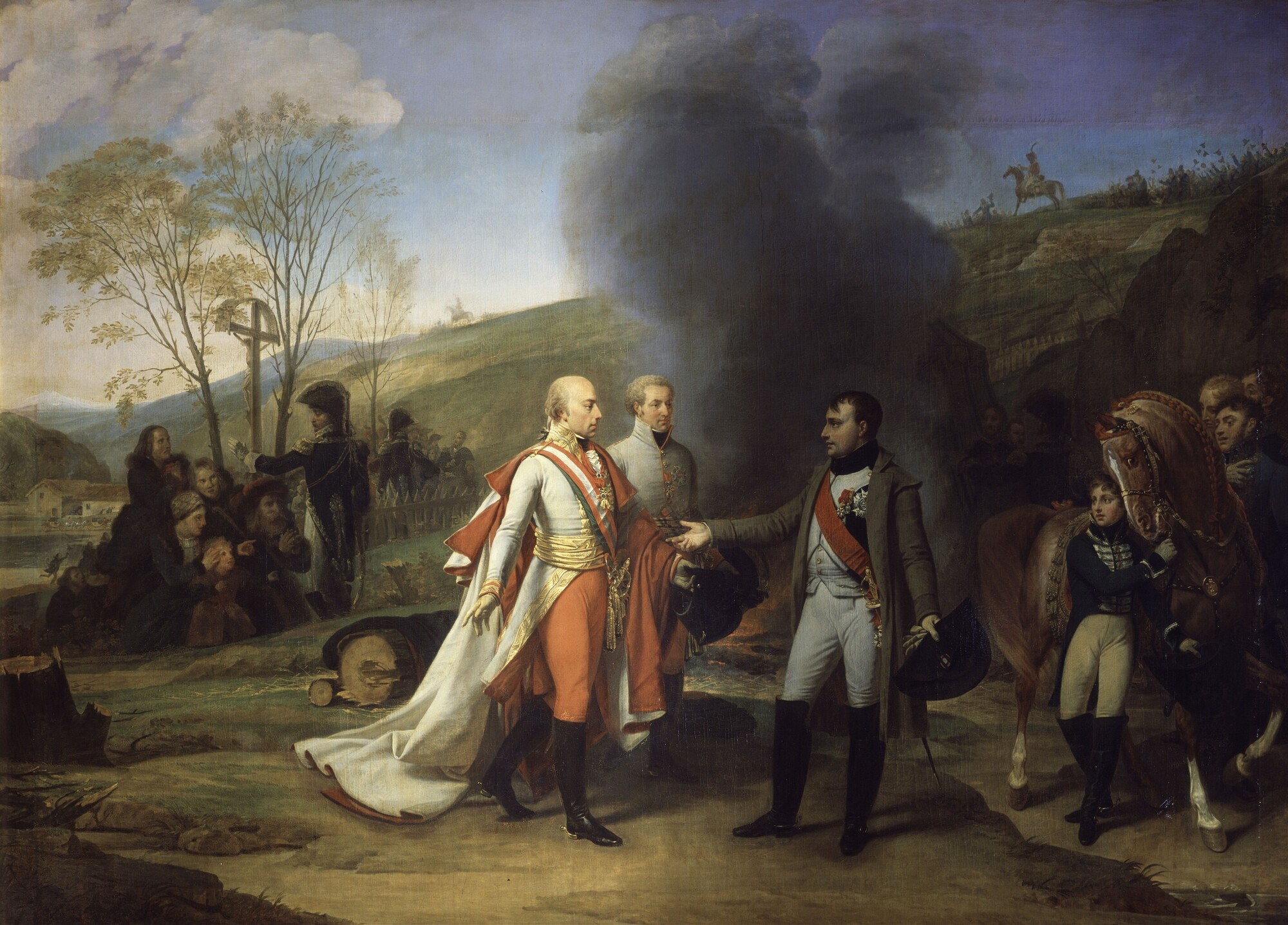
Antoine-Jean Gros: Setkání Napoleona a císaře Františka u Spáleného mlýna

V noci po bitvě spojenecká armáda nastoupila zpáteční pochod po uherské silnici přes Čejč, Hodonín a Holíč. Rakouský císař z 2. na 3. prosince 1805 přenocoval ve Vrchnostenském úředním domu v Žarošicích, ruský car u čtvrtláníka Isidora Valy v Žarošicích č. 45, šest generálů na žarošické faře a Napoleon na pozořické poště, odkud druhý den přesídlil do slavkovského zámku. Zde nadiktoval svou proklamaci k armádě a kolem 16.00 přijal knížete Jana z Lichtenštejna, který do Slavkova dorazil jako parlamentář císaře Františka ve věci sjednání separátního míru. Pronásledování protivníka, jež francouzský císař 3. prosince nařídil jezdectvu maršála Murata, bylo ve výsledku neúspěšným, neboť obě armády ztratily přes noc vzájemné spojení.
4. prosince došlo k setkání Napoleona a Františka I. u Spáleného mlýna poblíž Násedlovic. Zde se oba panovníci dohodli na příměří mezi Francií a Rakouskem, které bylo podepsáno na slavkovském zámku 6. prosince. Mír byl uzavřen 26. prosince v Prešpurku (Prešpurský mír). Rakousko se muselo vzdát italských a německých území, která připadla Francii nebo jejím spojencům, tedy celkem 63 000 km² území s téměř 3 000 000 obyvatel. Šlo o Tyroly, Vorarlbersko a Augsburg, jež přešly pod Bavorsko, dále o Benátsko, Istrii a Dalmácii, které přešly pod Napoleonovo nové Italské království. Rakousko se dále vzdalo všech nároků na německé státy. Jako kompenzace mu připadlo Salcbursko. Ve smlouvě byly také zahrnuty náhrady Francii ve výši 40 miliónů franků. Když se britský premiér William Pitt dozvěděl o vítězství Napoleona u Slavkova, poručil svým služebníkům „svinout mapu Evropy. Nebudeme ji příštích sedm let potřebovat.“ Devět měsíců od podpisu smlouvy, 6. srpna 1806, zanikla Svatá říše římská a císaři Františkovi zůstal pouze titul rakouského císaře. Rusové se stáhli zpět na své území, ale mírovou smlouvu Alexandr s Napoleonem uzavřít odmítl.
| „                                                           | Vojáci, jsem s vámi spokojen. Ve slavkovském dni jste dostáli všemu, co jsem od vaší neohroženosti očekával; svoje orlice jste ověnčili nesmrtelnou slávou. Armáda o 100 000 mužích pod velením císařů Ruska a Rakouska byla v méně než čtyřech hodinách buď rozetnuta nebo rozprášena. Co neuniklo vašim ostřím, to se utopilo v jezerech, čtyřicet praporů, zástavy ruské imperátorské gardy, sto dvacet kusů děl, dvacet generálů, přes 30 000 zajatců, to je výsledek dne, jehož sláva nikdy nepohasne. ... Vojáci, až bude završeno vše, co je třeba pro blaho a rozkvět naší vlasti, odvedu vás zpět do Francie; budu tam o vás s láskou pečovat. Můj lid vás pozdraví s radostí a vám postačí říci: ,Byl jsem v bitvě u Slavkova’, aby odpověděli: ,To je hrdina.’ | “ |
| — Napoleonova proklamace k armádě z 3. prosince 1805 (část) | |   |

Mrtví z bitvy byli pohřbeni do dvaadvaceti masových hrobů přímo na bojišti, ranění byli odváženi do Brna, kde byli mimo nemocnice umisťováni i do provizorních ošetřoven zřízených z kostelů, továren a soukromých domů. Někteří zranění rakouští a ruští vojáci byli převezeni do lazaretu v zámečku rodu Podstatských v obci Veselíčko u Přerova. Ve dnech po bitvě propukla epidemie tyfu, která si v Brně a okolí vyžádala mnoho obětí mezi vojáky i civilním obyvatelstvem.
| „                               | Poddaní z vesnic okolo bojiště byli nahnáni na kopání hromadných hrobů. Pochovávali padlé po desítkách a často prý zahrabávali ruské vojáky, kteří ještě jevili známky života. Nutily je k tomu francouzské hlídky, které dohlížely, aby pohřbívání probíhalo co nejrychleji. Nad bojištěm visela hrozba epidemie a s pohřbíváním se nesmělo otálet. Přes tento spěch bylo ještě 21. prosince na bitevním poli přes sto nepohřbených mrtvol. Toho dne našli pod širým nebem ještě jedenáct raněných Rusů. Po Brně šla řeč také o čtyřech ruských vojácích, kteří přišli o nohy a s vypětím posledních sil se doplazili ze Sokolnic do Tuřan, tedy dobrých šest až sedm kilometrů, jen aby byli blíže městu, kde – jak věřili – najdou přece pomoc. | “ |
| — Dušan Uhlíř, Brněnský pitaval | |   |

## Slavkovské legendy

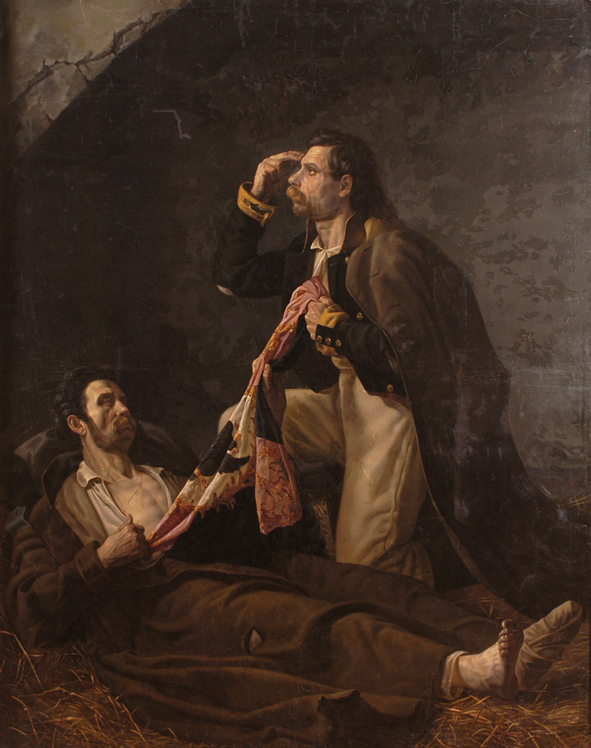
Polidor Babaev: umírající poddůstojník Stačikov, předávající spolubojovníkovi zástavu pluku Azovských mušketýrů, kterou ukryl na hrudi ve chvíli, kdy jej mezi Telnicí a Sokolnicemi zajímali Francouzi. Prapor se podařilo uchovat a dopravit zpět do Ruska

Při jedné z posledních epizod bitvy se ustupující jednotky pod velením generála Dochturova pokusily přejít zamrzlé hladiny rybníků Žatčanského a Měnínského. Led však nevydržel zátěž, kterou masy prchajících vojáků a početné dělostřelecké povozy představovaly, a za dramatických okolností se probořil. Při této tragédii, za níž údajně stála dělostřelba, jíž nařídil Napoleon od kaple sv. Antonína Paduánského nad Újezdem, prý zahynuly tisíce ruských vojáků, kteří za střetnutím učinili jakousi osudovou tečku. Vypodobnění této legendy rozšířil zejména sám francouzský císař, jenž se snažil svému vítězství dodat ještě většího lesku, a v podobném duchu pak o události ve svých memoárech hovoří i řada pamětníků. Výjimkou nebyl ani pozdější generál Marcellin Marbot, který ve svých Pamětech poznamenal:
| „                  | ...Konečně největší počet nepřátel, převážně Rusů, hledal přechod po ledě rybníků. Byl velmi silný a pět či šest tisíc mužů, zachovávajících zbytek kázně, prošlo do půli Žatčanského rybníku. Tehdy Napoleon povolal dělostřelce gardy a přikázal střílet kulemi na led. Ten se na mnoha místech protrhl a bylo slyšet obrovské praskání...! Voda pronikající trhlinami brzy zaplavila led a my viděli tisíce Rusů stejně jako jejich četné koně, děla a povozy mizet zvolna v propasti...! V okamžiku se hladina rybníka pokryla vším, co mohlo a umělo plavat. Někteří, ve velmi malém počtu, se dokázali zachránit s pomocí bidel a provazů, které jim naši vojáci nastavovali do břehů, většina se však utopila. | “ |
| — Marcellin Marbot | |   |

S tímto tvrzením je ovšem v rozporu zpráva vrchního chrlického panství Františka Brutmanna, který ve věci informuje inspekci arcibiskupských statků v Kroměříži. Podle této relace byl Žatčanský rybník na výslovný Napoleonův rozkaz za přítomnosti francouzských důstojníků mezi 8.–16. prosincem vypuštěn a nebylo v něm nalezeno nic jiného než dva utonulí ruští vojáci, 180 dělostřeleckých koní a 18 děl. Legendu pak v roce 1897 definitivě vyvrátila studie brněnského kněze a profesora Aloise Slováka, který pro podporu svého tvrzení shromáždil všechny důležité vrchnostenské zápisy a kronikářské texty. V Měnínském rybníku podle zprávy panství Židlochovického ani jediný muž, ani kůň nezahynul, ba ani jaké kolo od vozu nalezeno nebylo.
2. prosince v 7.00 ráno se v hlavním stanu jižně pod Žuráněm konala schůzka velitelů francouzských vojsk. Přesně v půl osmé se nad ustupující mlhou na východním obzoru objevil rudý kotouč slunce, který zůstal viset nad Slavkovem. Tento okamžik se stane pojmem a ode dne bitvy bude Napoleon spojovat Slavkovské slunce (le Soleil ďAusterlitz) s nimbem vlastních úspěchů.

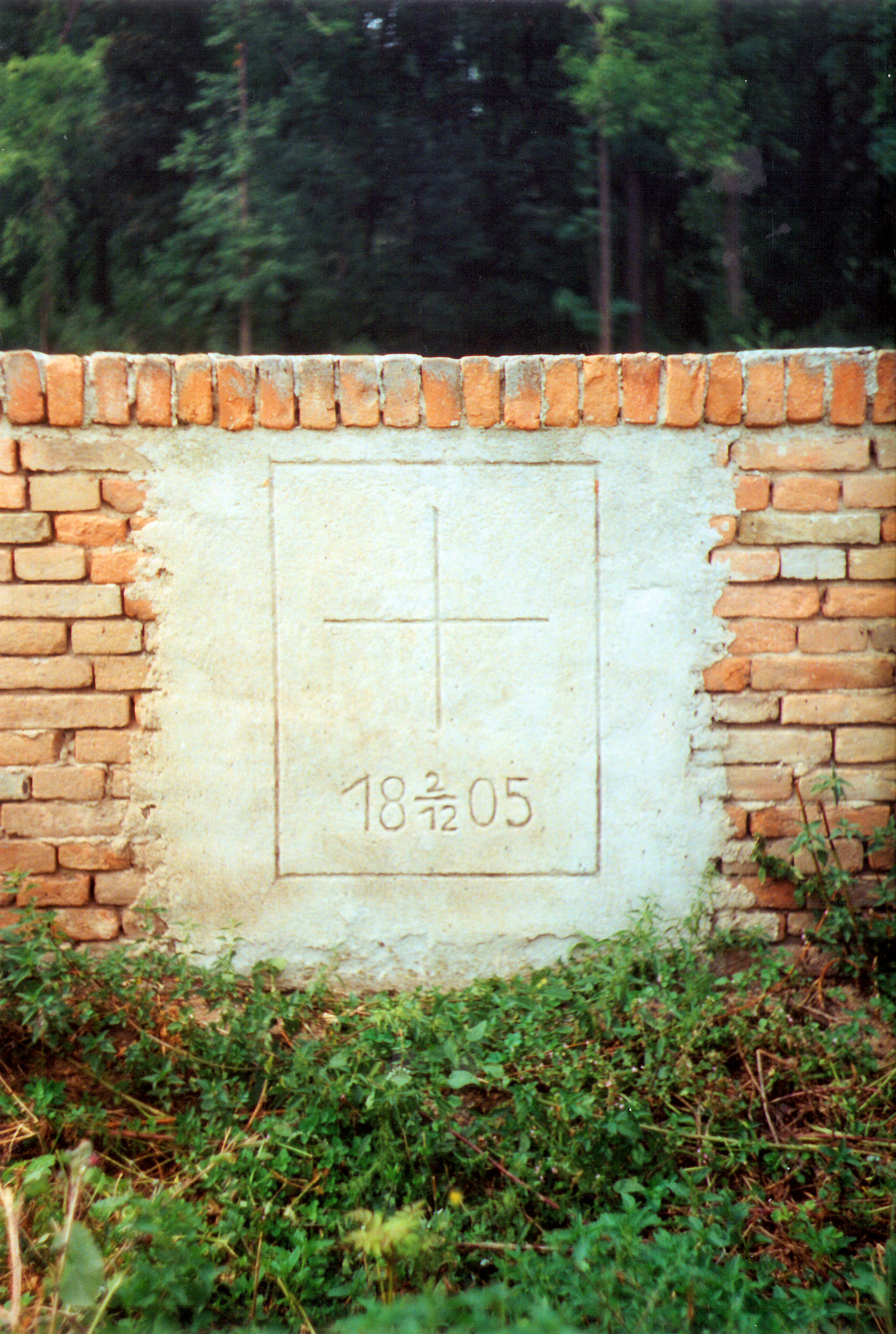
Část zdi sokolnické bažantnice s vyznačením, kde bylo údajně umístěno jedno z francouzských děl

V souvislosti s bitvou u Slavkova je často zmiňovaná legenda o boji v sokolnické bažantnici, kterou údajně bránili korsičtí tirailleři a francouzská dělostřelecká baterie. V cihlové zdi okolo objektu jsou ve směru na Pratecké návrší dodnes vyznačeny proluky, které údajně dělostřelci vytvořili, aby zde mohli umístit své zbraně. Nicméně žádná z oficiálních relací o bitvě artilerii v bažantnici nezmiňuje, takticky by takové využití děl postrádalo logiku, a zároveň je doloženo, že v roce 1805 žádná zeď z této strany bažantnice nestála. Navíc korsičtí tirailleři byli v té době dislokovaní u Kobylnic a jediná dvě děla, která měli obránci Sokolnic k dispozici, stála na výšinách za vesnicí.
V nočních hodinách z 1. na 2. prosince obdržel Napoleon zprávu, že se mezi Telnicí a Újezdem objevilo větší uskupení nepřátelského vojska. Vydal se proto osobně na průzkum, avšak u vesnice Prace jej málem zajal oddíl kozáků. Díky oddanosti myslivců v jeho doprovodu se mu podařilo bezpečně najít cestu do francouzského ležení nedaleko Jiříkovic, kde jej začaly bouřlivě vítat masy vojáků. Muži v jeho okolí zapalovali louče nebo věchýtky slámy, načež se podobným způsobem rozsvítila celá krajina v jiříkovickém okolí a posléze i celá francouzská linie. Bitva měla připadnout na den prvního výročí Napoleonovy korunovace, zavládlo proto všeobecné nadšení a tisíce vojáků začaly císařovi spontánně provolávat slávu. Jiříkovické ohně se posléze objevily nejen v memoárech mnoha účastníků slavkovské bitvy, ale staly se i jednou z místních, každoročně upomínaných, tradic.
Francouzští vojáci, kteří drželi pozice na Santonu, před bitvou rozebrali mariánskou kapli na jeho vrcholu a materiál použili na zpevnění okopů, do kterých umístili svá děla. Dřevěné části a příslušenství jim pak v chladné prosincové noci posloužily jako topivo. Jednou z těchto věcí byla i soška Panny Marie, která stávala uvnitř kaple. Traduje se, že plameny ohně se této sošky ani nedotkly a soška zůstala neporušená. Tato událost se stala jedním z důvodů, proč byla kaplička znovu vystavěna a nějaký čas byla i cílem poutí k Panně Marii.
V okolí Slavkova se stále drží pověst o ruském pokladu, zakopaném Preobraženským plukem za ústupu z bitvy. Do dnešních dnů je stále dost hledačů pokladů, kteří jsou ochotni kopat v různých částech bojiště v naději, že poklad naleznou.

## Památníky spojené s bitvou u Slavkova
V letech následujících po bitvě byla v okolí postižených vesnic zřízena řada památníků, jejichž úkolem bylo připomínat jak jednotlivé epizody střetnutí, tak tisíce jejich obětí. Na nejvyšším bodě slavkovského bojiště, na vrcholu Prackého kopce, byl z iniciativy českých vlastenců pod vedením kněze Aloise Slováka v letech 1910–1912 vystavěn první mírový památník v Evropě s názvem Mohyla míru. Jeho otevření naplánované na rok 1914 paradoxně oddálila první světová válka, slavnostní ceremoniál tedy proběhl 25. března 1923. Pamětní deska se nachází také na vrcholu Žuráně, který je symbolicky uznáván jako exteritoriální území Francouzské republiky.
Památky na bitvu se vyskytují i v zahraničí, zejména ve Francii. Významným monumentem je Pyramide van Austerlitz, kterou na oslavu kampaně z roku 1805 poblíž Utrechtu v Nizozemsku vybudovali zde dislokovaní francouzští vojáci. V Paříži na Place Vendôme dále stojí Napoleonův oslavný, 44 metrů vysoký bronzový sloup Colonne Vendôme. Toto dílo na svém vrcholu nese Napoleonovu sochu a lze je považovat za kopii Trajánova sloupu v Římě. Monument se původně jmenoval Slavkovský sloup (Colonne d'Austerlitz) a podle legendy byl odlit z roztavených hlavní spojeneckých děl, pocházejících z bitvy u Slavkova. V Paříži toto střetnutí připomíná i řada dalších míst a veřejných staveb, např. Slavkovské nádraží, Slavkovské nábřeží nebo Slavkovský most. Jako jeden z největších triumfů je vítězství připomínáno v kruhu kolem Napoleonova sarkofágu v pařížské Invalidovně a výjev z průběhu bitvy je vyobrazen i na basreliéfu východního pilíře Vítězného oblouku.

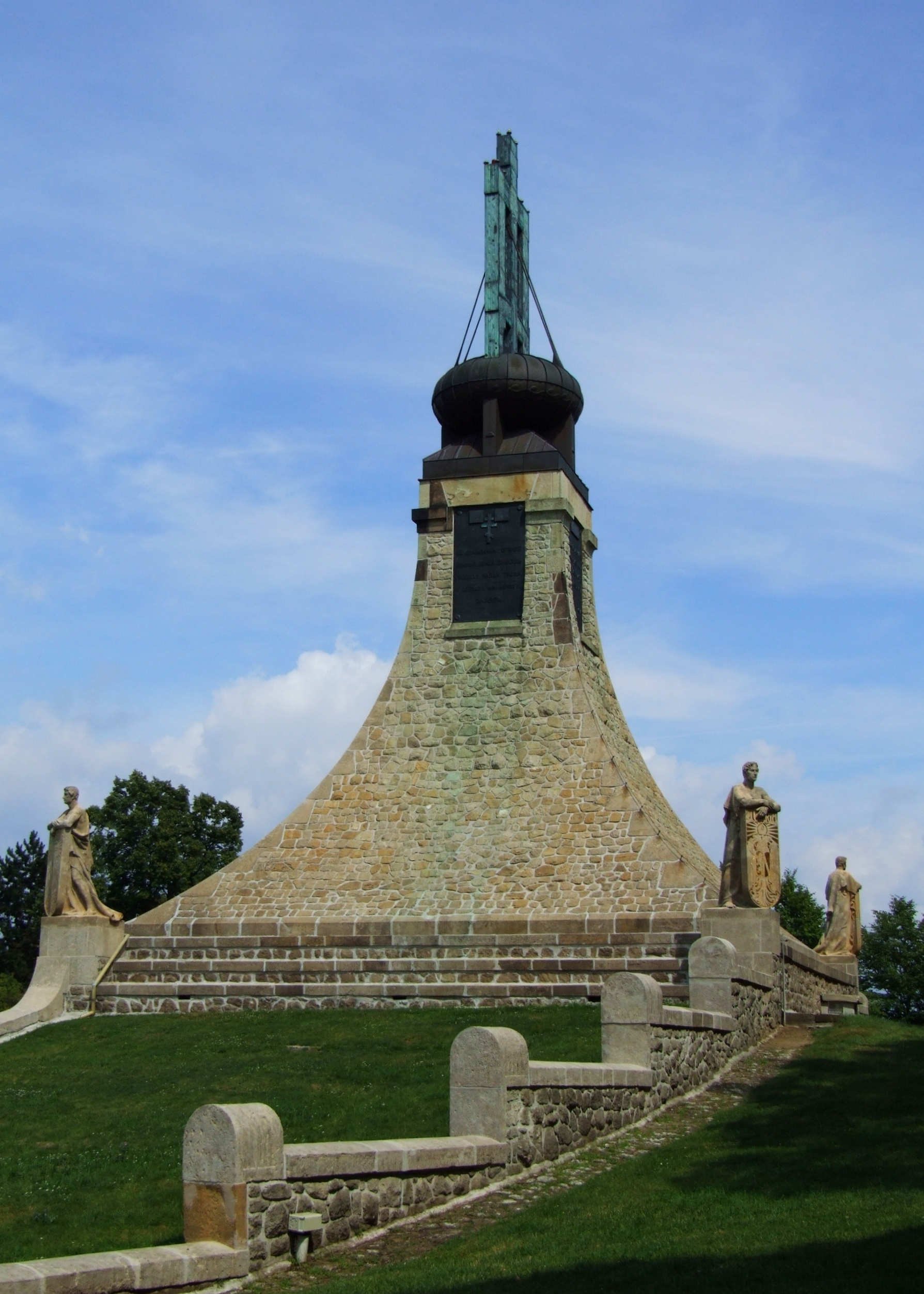
Mohyla míru na Prackém kopci
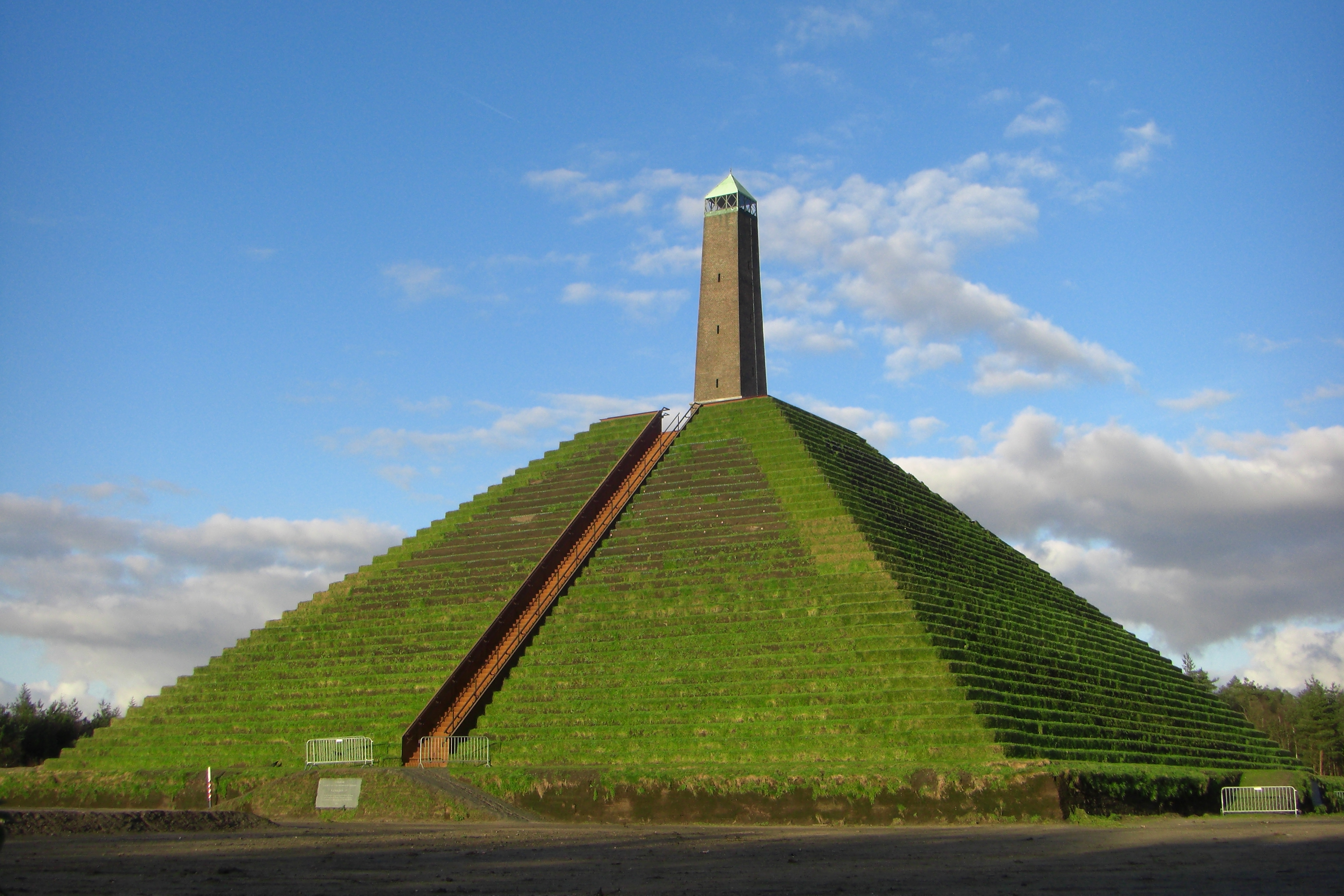
Pyramida u vsi Austerlitz v Nizozemsku
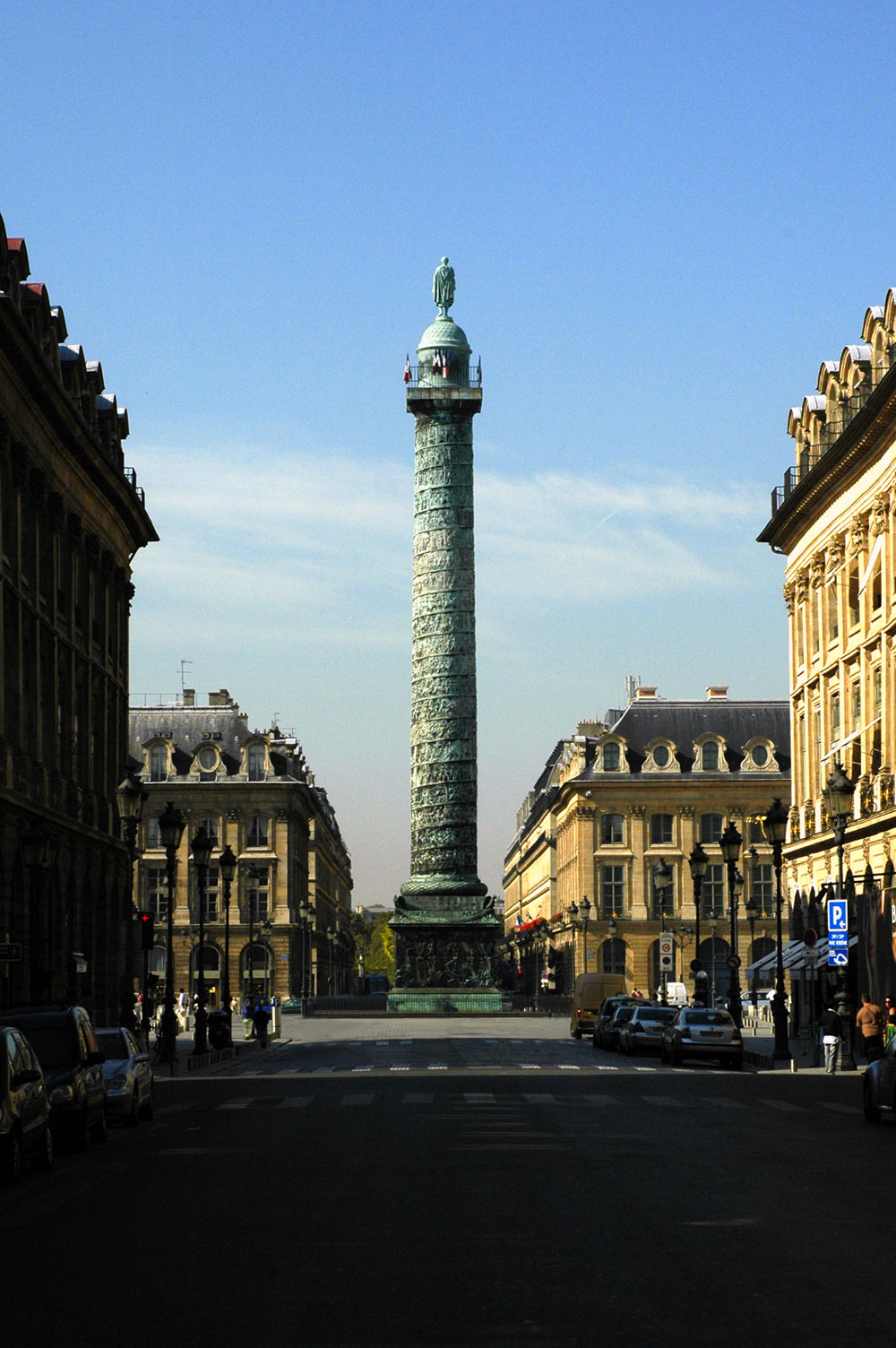
Slavkovský sloup v Paříži
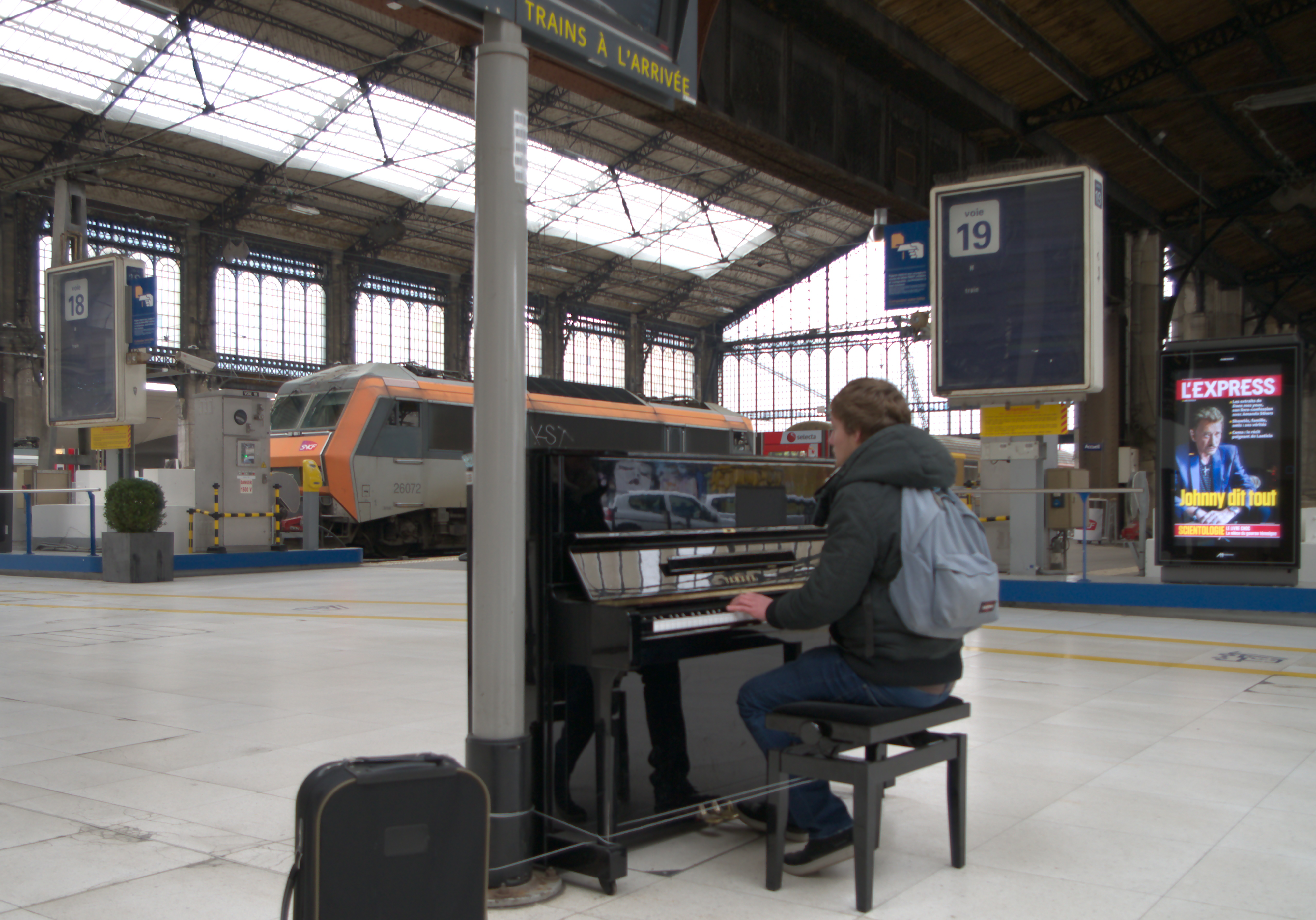
Slavkovské nádraží v Paříži (Gare d'Austerlitz)
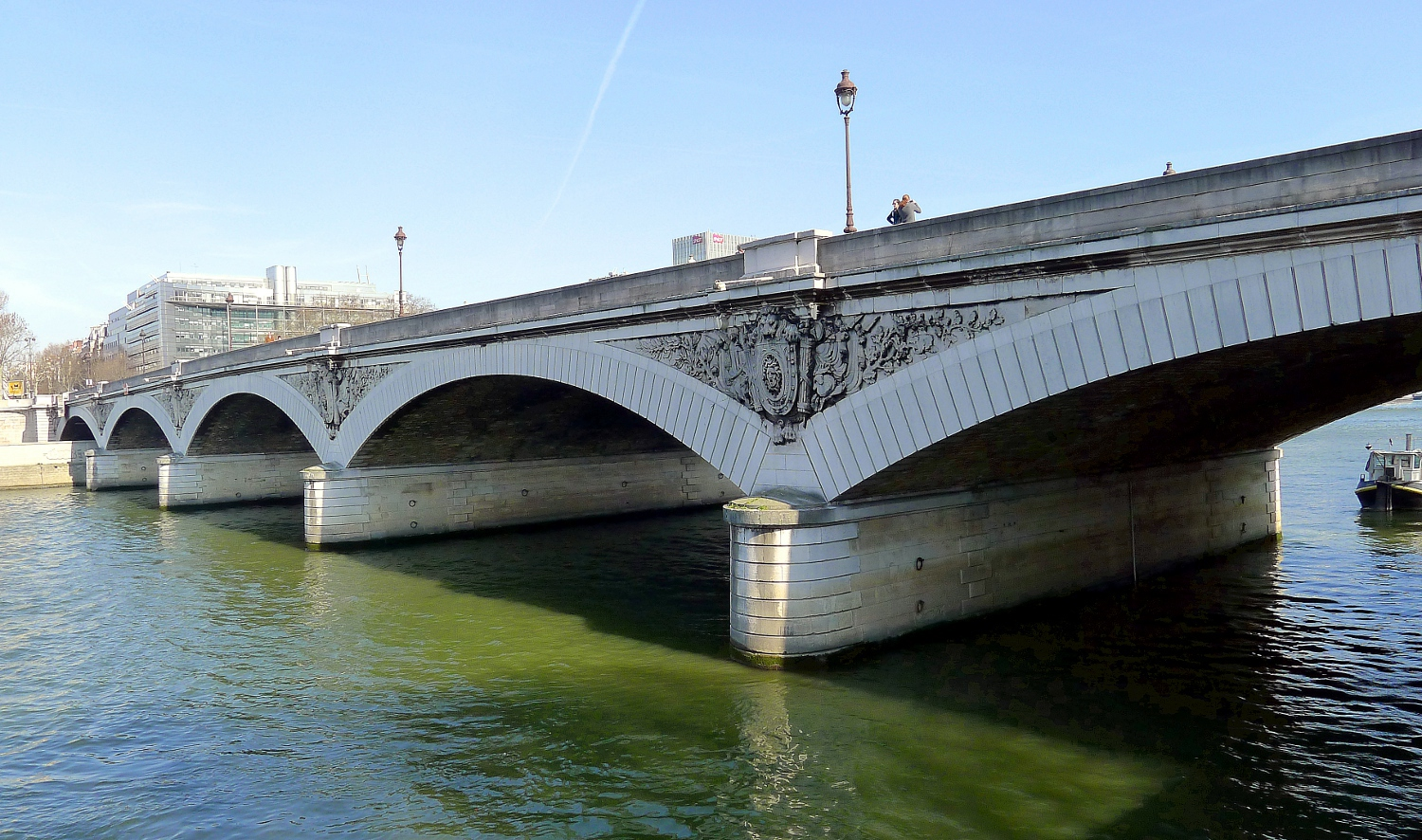
Slavkovský most v Paříži
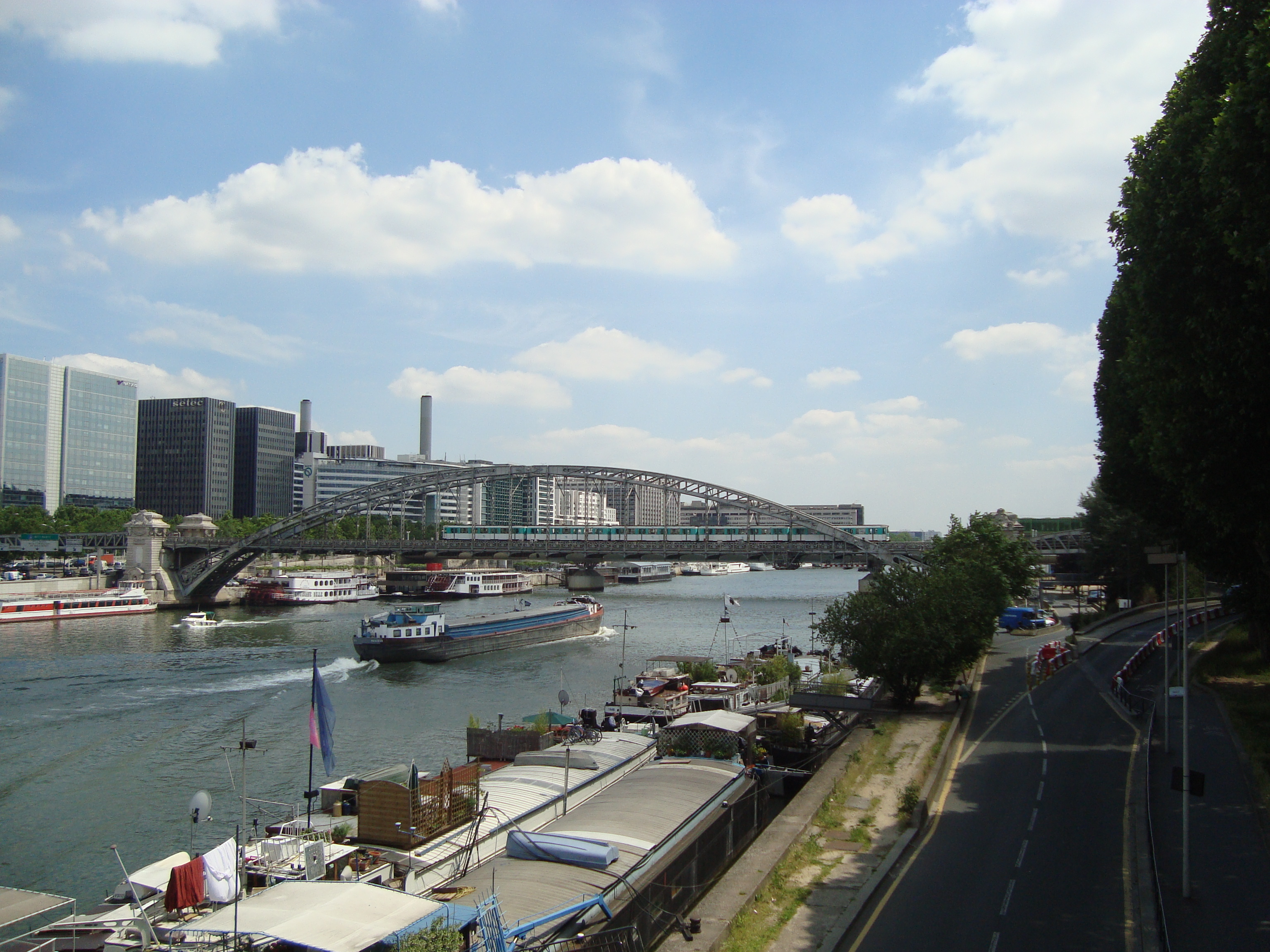
Přístav Port d'Austerlitz na Seine v Paříži
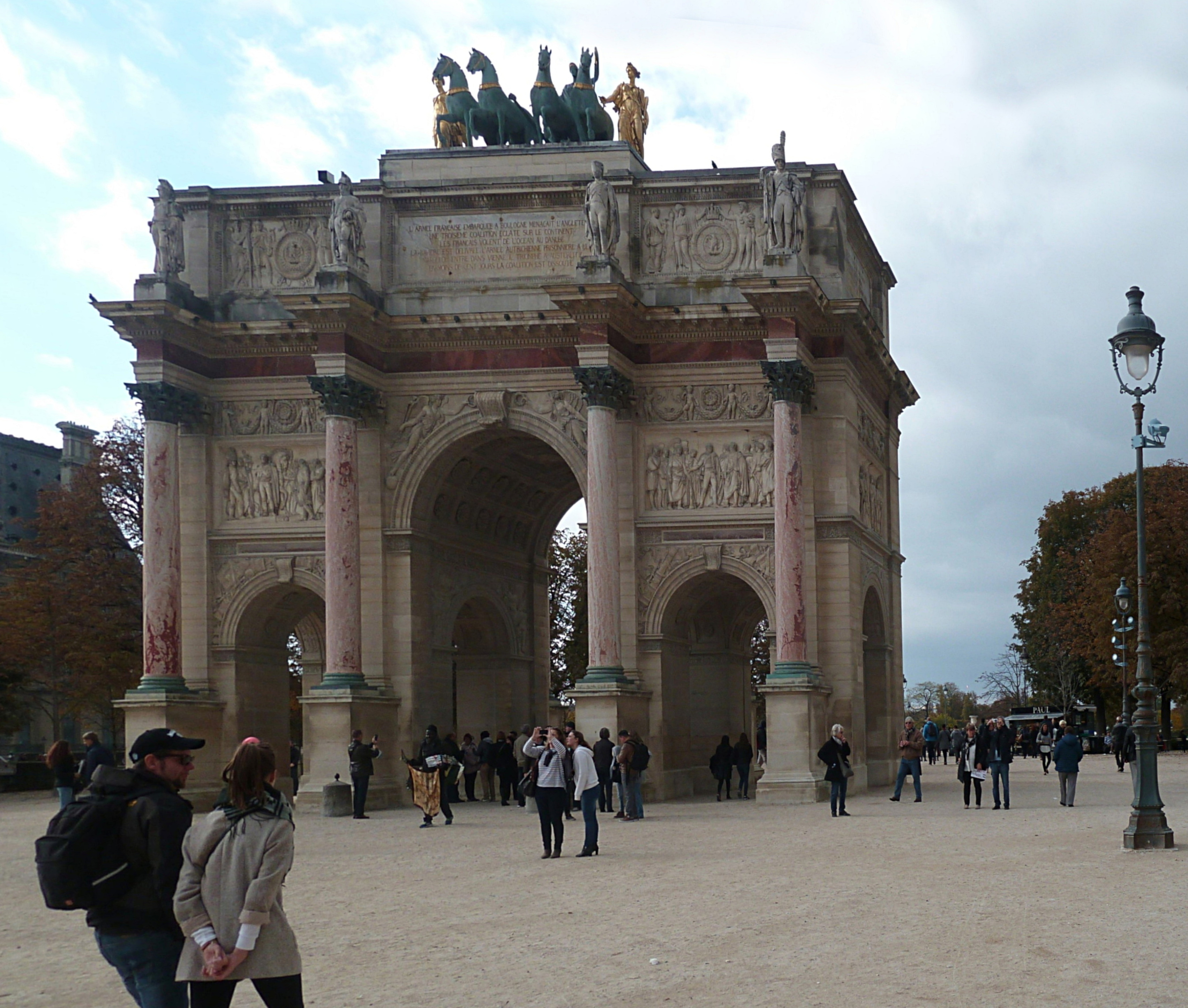
Vítězný oblouk Carousel v Paříži